# Słupca
Słupca – miasto w województwie wielkopolskim, na Równinie Wrzesińskiej, siedziba gminy Słupca i powiatu słupeckiego.
Miasto biskupstwa poznańskiego, pod koniec XVI wieku leżało w powiecie pyzdrskim województwa kaliskiego. W latach 1975–1998 miasto administracyjnie należało do województwa konińskiego.

## Położenie

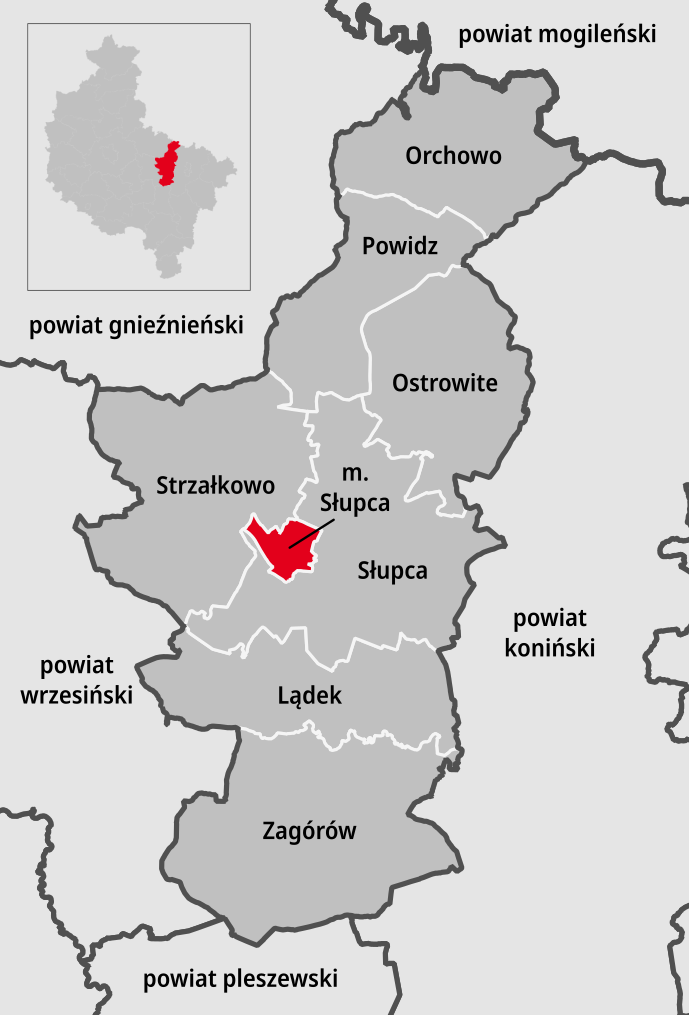
Położenie gminy miejskiej Słupca w powiecie słupeckim.

Słupca jest znaczącym historycznie i regionalnie ośrodkiem w środkowo-wschodniej części Wielkopolski. Rozlokowana na wysoczyźnie, wznoszącej się około 92–96 m n.p.m., położonej na prawym brzegu rzeki Meszny, stanowiącej prawy dopływ Warty. Miasto położone jest na Równinie Wrzesińskiej. Od strony północno-wschodniej przylega do Jeziora Słupeckiego. Słupca leży przy międzynarodowej trasie E30 – autostradzie A2 na odcinku Poznań – Warszawa oraz linii kolejowej E 20 – Berlin – Moskwa. Gmina miejska Słupca sąsiaduje od zachodu z gminą Strzałkowo, natomiast od wschodu z gminą wiejską Słupca.

## Struktura powierzchni
Według danych z roku 2012 Miasto stanowi 1,23% powierzchni powiatu. Słupca ma obszar 10,31 km², w tym:
- użytki rolne: 47,58%
- użytki leśne: 4,26%
- grunty pod wodami: 8,05%
- grunty zabudowane i zurbanizowane: 29,14%

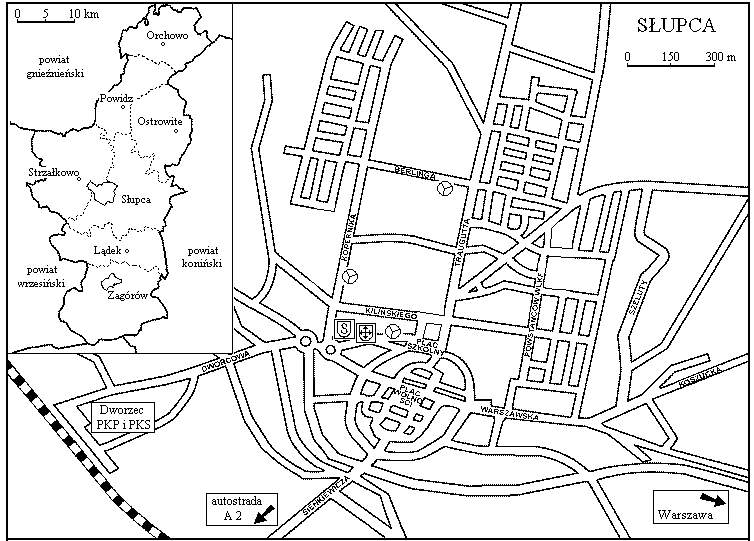
Ogólny zarys ulic Słupcy (2007)

- tereny mieszkalne: 14,50%
- tereny przemysłowe: 9,70%
- tereny komunikacyjne: 10,97%
- drogi: 8,15%
- tereny kolejowe: 2,52%
- pozostałe: 4,94%

## Nazwa
Nazwa „Słupca” pojawia się w źródłach pisanych dopiero w XIII wieku, choć w odbiegającym zapisie, wynikającym z języka, w którym notatka o Słupcy była sporządzona. Pojawiają się więc takie nazwy jak: „Slupcza”, „Slubzec”, „Sluptza”, „Słupcza”. Polska nazwa na przestrzeni dziejów prawie nie uległa zmianom. Etymologicznie jest to nazwa pochodząca od wyrazu „słup”, z którego przez dodanie końcówki „-ca” utworzono nazwę miejscowości.
Związek z konkretnym, rzeczywistym obiektem (słupem) jest trudny do wyjaśnienia. Być może chodziło o jakąś budowlę lub urządzenie (fortyfikacja obronna) zrobione ze słupów, wzmacniające wały grodu. Zatem najprawdopodobniejsza jest wersja, która łączy nazwę miasta z grodem z wczesnej epoki żelaza, którego pozostałości zachowały się na Jeziorze Słupeckim (tzw. kopiec szwedzki). Nazwa słup jest popularna na terenach zamieszkanych przez Słowian i pierwotnie była nazwą wież strażniczych, dzięki którym mieszkańcy mogli obserwować okolicę aby ustrzec się przed niespodziewanym napadem.

## Historia Słupcy

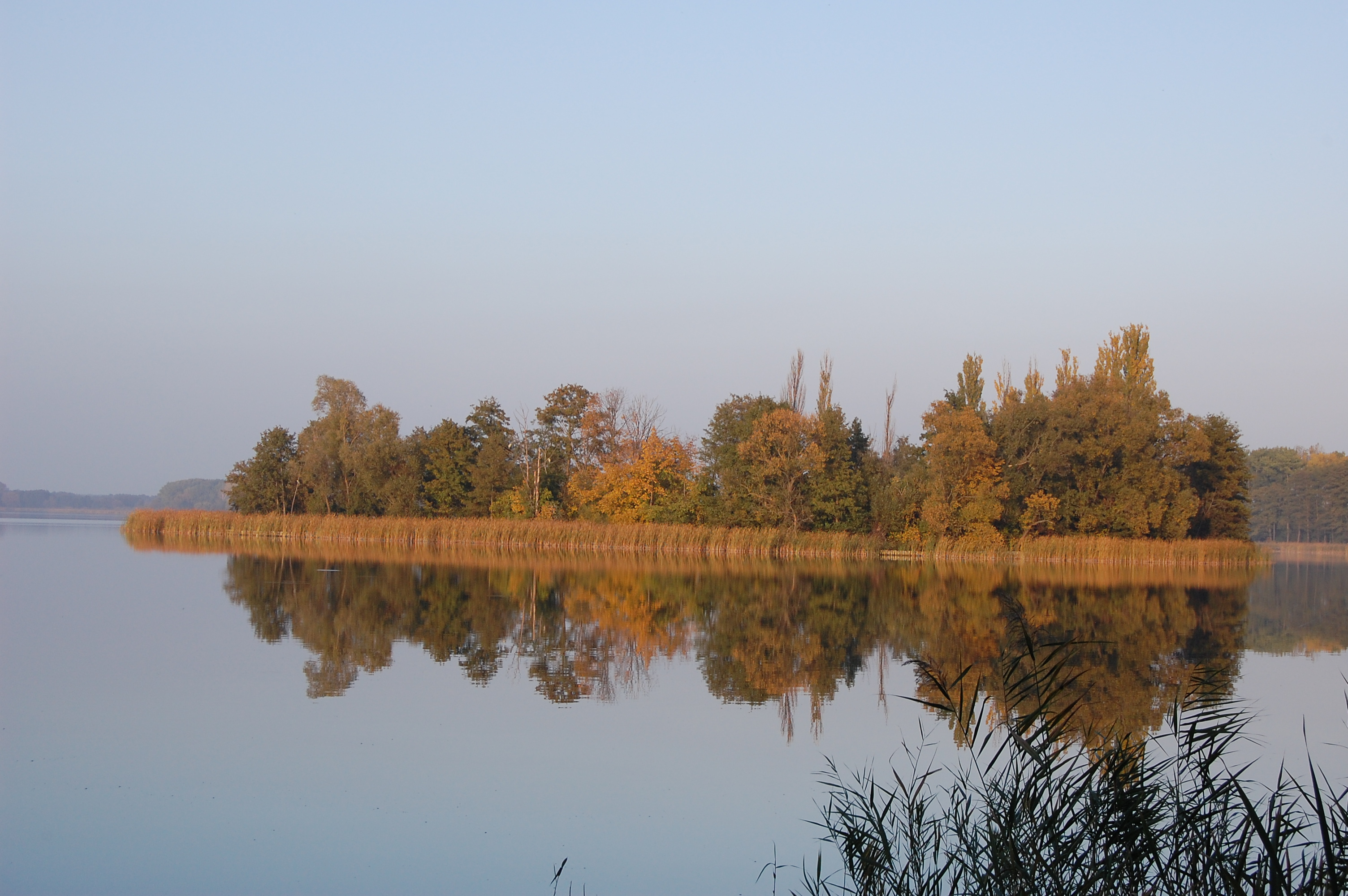
Kopiec Szwedzki na Jeziorze Słupeckim.

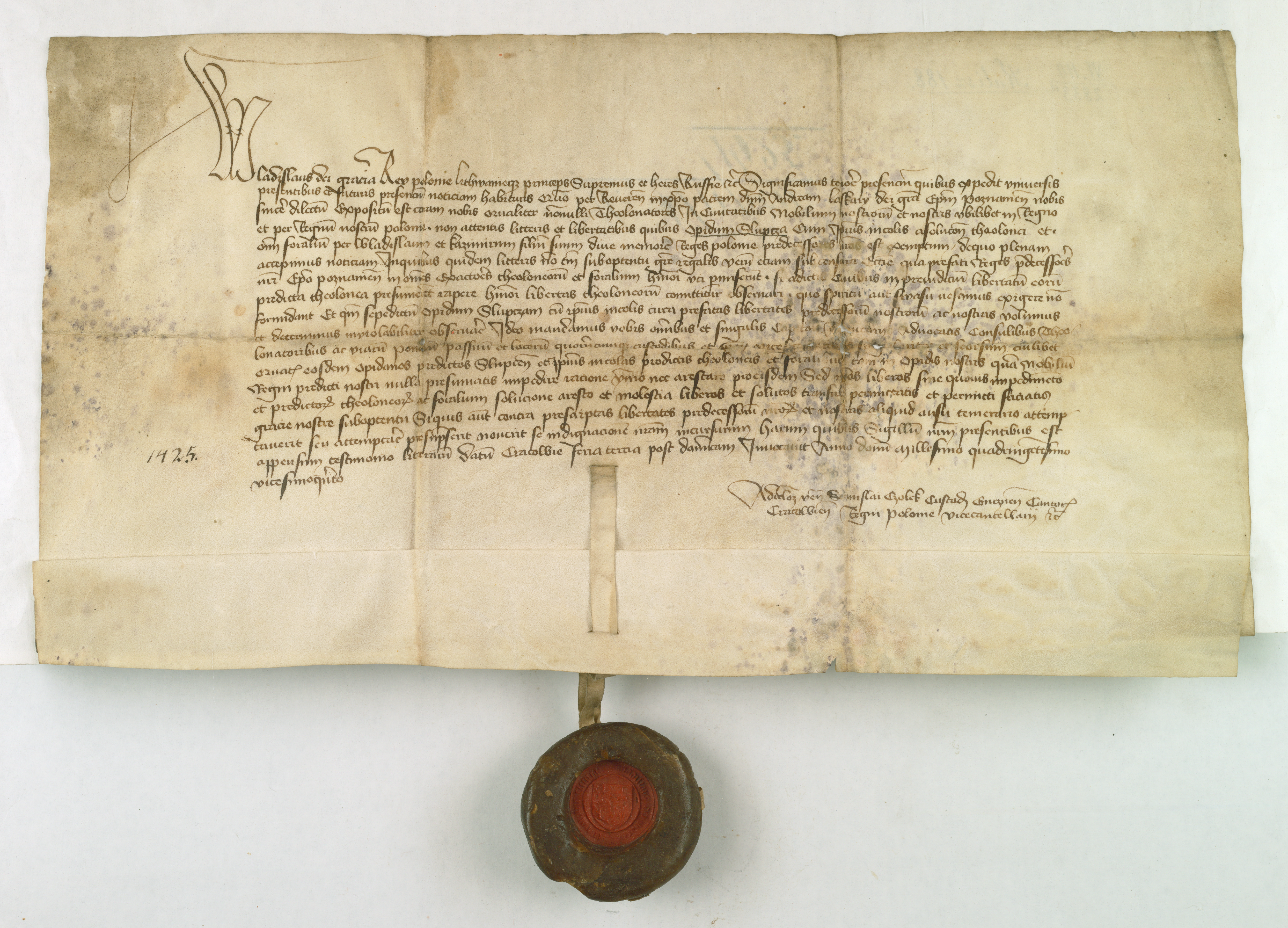
Dokument Władysława Jagiełły z 1425 r., w którym król poleca poborcom, aby przestrzegali wolności celnych mieszkańców Słupcy (miejsce przechowywania: AGAD).

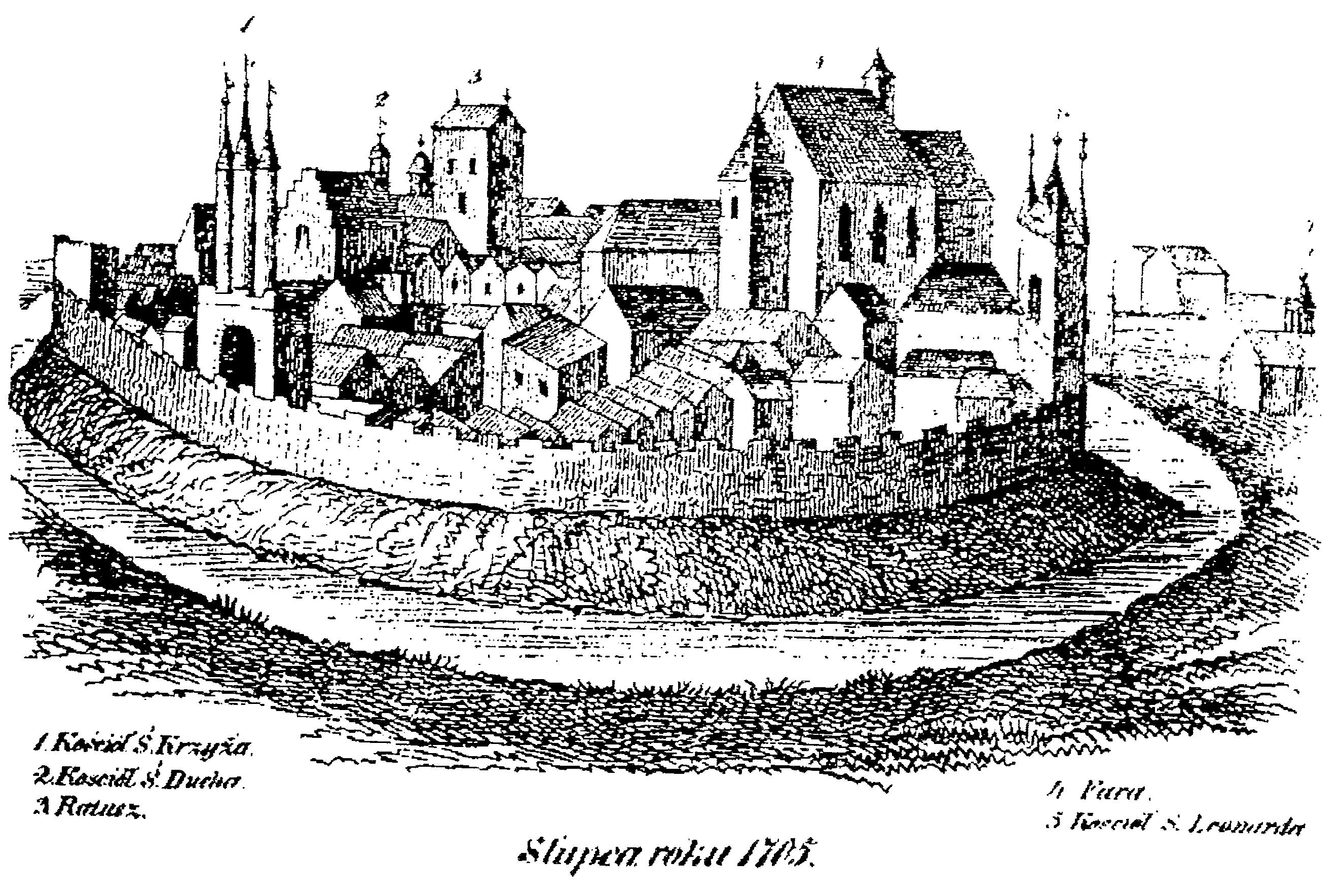
Widok miasta Słupcy w 1705 r. (Na podstawie ryc. z XVIII w. Oryginał odnaleziony w Kościół św. Wawrzyńca w Słupcy, obecnie zaginiony.)

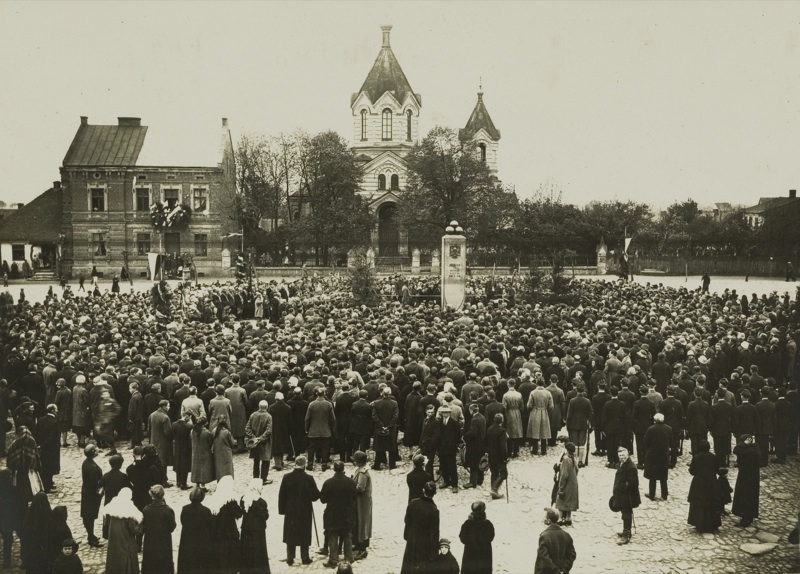
Rynek miejski w roku 1926, w tle nieistniejąca cerkiew rozebrana w 1936 r.

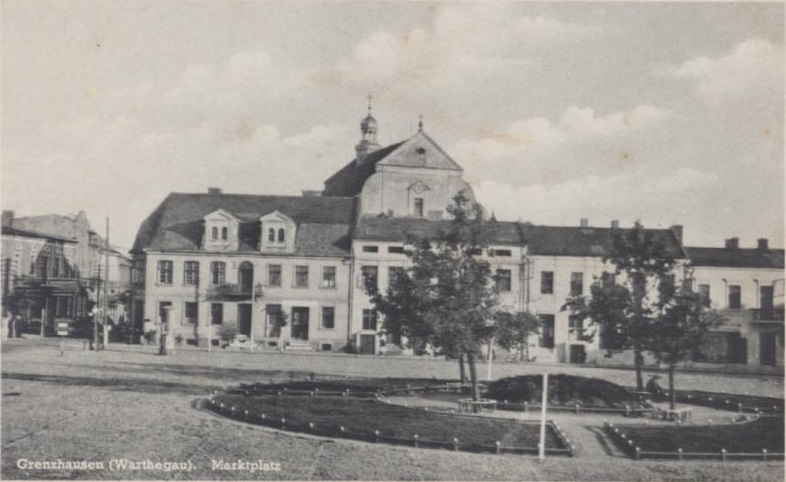
Rynek w Słupcy, Kraj Warty (lata 1939–1945).

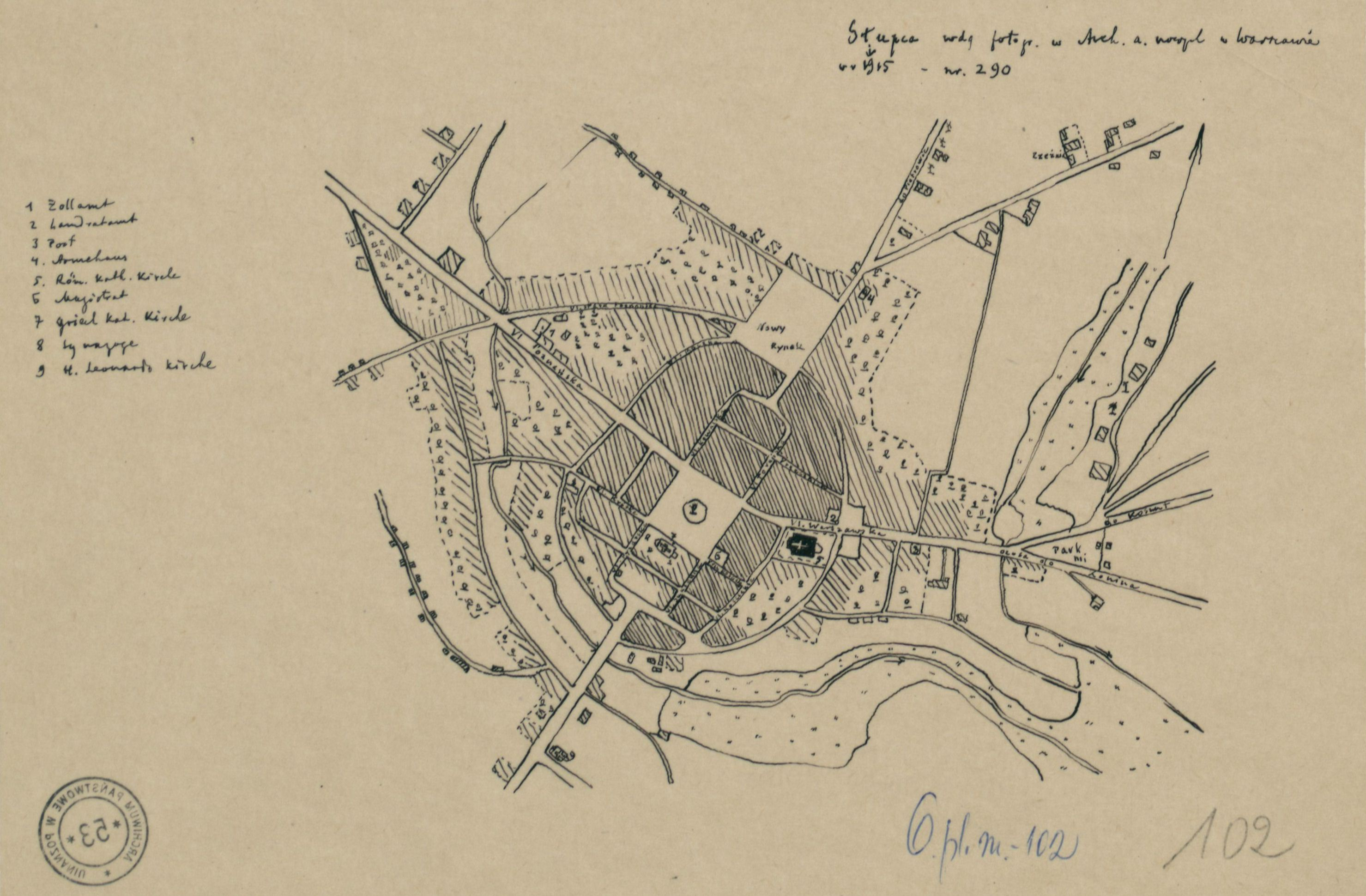
Odrys planu miasta według A. Muncha, pochodzący z 1915 r. (miejsce przechowywania: Archiwum Państwowe w Poznaniu).

- 750–400 lat p.n.e. – budowa osady kultury łużyckiej, „kopca szwedzkiego”. Kultury łużyckiej, jej osad, jak i przedstawicieli nie można wiązać z późniejszą ludnością słowiańską.
- 1176 i 1196 – pierwsze informacje o kościele parafialnym pod wezwaniem św. Wawrzyńca w księdze nadań Łaskiego.
- 15 listopada 1290 (Dłusk), zgoda księcia kaliskiego i poznańskiego Przemysła II na lokację miasta na prawie niemieckim – prawdopodobnie zasadźcą był mieszczanin pyzdrski Ubelin[7].
- 1296 – ponowna lokacja przez biskupa poznańskiego Jana Gerbicza, tym razem na prawie średzkim. Miasto otrzymało cały szereg nowych nadań i przywilejów. Słupcę zamieszkiwało około 1000 mieszkańców.
- 11 listopada 1314 – Władysław I Łokietek nadał Słupcy przywilej założenia mennicy i bicia monety.
- 1315 – Władysław Łokietek nadał przywilej urządzania co roku wielkiego trzydniowego jarmarku.
- 1331 – najazd krzyżacki, spalenie miasta.
- 1356 – Kazimierz III Wielki zwolnił Słupcę z opłat celnych na terenie całego państwa.
- 1375–1382 – budowa murów obronnych o długości 1100 m na polecenie Mikołaj z Kórnika. Chroniły 9 hektarów gruntów miejskich. W ich ciągu wybudowano dwie bramy: od północy Toruńską, od południa Pyzderską, oraz dwie furty: zachodnią – Poznańską i wschodnią – Konińską.
- W XV w., nim ostatecznie ukształtowały się stałe siedziby sądów grodzkich, do Słupcy przybywał Starosta Generalny lub jego zastępca, celem orzekania w sprawach miejscowej szlachty[8].
- 1402–1433 – 11 osób ze Słupcy studiowało na uniwersytecie w Krakowie.
- 1421 – powstała Kaplica św. Ducha ze szpitalem.
- 1427 – powstała Kaplica św. Krzyża.
- 1441 – Marcin ze Słupcy został kierownikiem szkoły parafialnej.
- 1454–1466 – wojna trzynastoletnia – miasto Słupca wysłało 20 zbrojnych, podobnie jak 9 największych miast Wielkopolski.
- koniec XV – Słupcę zamieszkiwało około 2000 osób.
- 1523 – sukiennicy słupeccy otrzymali przywilej stemplowania specjalnym znakiem swoich wyrobów.
- 1578 – było w mieście 126 rzemieślników i handlarzy (m.in.: 20 sukienników, 18 szewców, 12 szynkarek, 11 krawców i 9 czapników)[9].
- 1655–1660 – wojna ze Szwecją – kilkukrotne rabowanie miasta.

### Okres rozbiorów
- 1793 – II rozbiór Polski – Słupca miastem pruskim.
- 1794 – Słupca punktem zbornym powstańców wielkopolskich w czasie insurekcji kościuszkowskiej.
- przełom XVIII i XIX w. – rozebranie murów miejskich.
- 1807–1815 – w granicach Księstwa Warszawskiego.
- 1815 – po kongresie wiedeńskim Słupca znalazła się w województwie kaliskim, pod panowaniem rosyjskim.
- 1827 – liczba ludności miasta wynosiła 1620 osób[9].
- 1867 – utworzenie powiatu słupeckiego w guberni kaliskiej. W tym samym roku utworzono w mieście park[9].
- 1878 – uruchomienie browaru[9].
- ok. 1880 – zbudowanie cerkwi w Słupcy.
- 1893 – powstanie Ochotniczej Straży Pożarnej.
- 1907 – założenie Towarzystwa Muzycznego[9].
- 1912 – liczba ludności miasta wyniosła 5862[9].
- 1915 – pomiędzy Słupcą i Strzałkowem powstał olbrzymi obóz jeniecki.

### Dwudziestolecie międzywojenne
- 1919 – dochodzi do ekscesów antysemickich. Żołnierze baonu wartowniczego obozu dla jeńców w Strzałkowie obcinają brody ortodoksyjnym Żydom i niszczą księgi religijne z miejscowej bożnicy[10].
- 1919 – utworzenie powiatu słupeckiego w województwie łódzkim.
- 1922 – wybudowanie linii kolejowej Kutno – Strzałkowo dało miastu bezpośrednie połączenia kolejowe z Poznaniem i Warszawą. W tym samym roku rozpoczęło swoją działalność Seminarium Nauczycielskie[9].
- 1926 – odsłonięcie pomnika Niepodległości na słupeckim rynku.
- 1932 – miasto przestało być siedzibą powiatu.

### II wojna światowa
- 1939–1941 z miasta wysiedlono większość Polaków do Generalnego Gubernatorstwa, a w zamian sprowadzono Niemców w ramach akcji kolonizacyjnej Heim ins Reich.
- 21 stycznia 1945 r. – zdobycie miasta przez oddziały 20 brygady piechoty zmotoryzowanej gwardii 1 Armii Pancernej 1 Frontu Białoruskiego[11].
- 1939–1945 – w wyniku okupacji niemieckiej śmierć poniosło około 1800 mieszkańców Słupcy pochodzenia żydowskiego.

### Okres powojenny
- 1949–1950 – w Słupcy działała Polska Partia Wolności, organizacja antykomunistyczna.
- 1955 – utworzenie Jeziora Słupeckiego poprzez spiętrzenie rzeki Meszny. Rozwój turystyki[12].
- 1957 – miasto ponownie stało się siedzibą powiatu w województwie poznańskim.
- 1972 – zakończenie budowy Wytwórni Konstrukcji Stalowych Mostostal – największego zakładu w Słupcy.
- 1972 – odsłonięcie Pomnika Pamięci Narodowej (aut. Marian Banasiewicz i Jerzy Drygas)[12].
- 1975 – reforma administracyjna, miasto przestało być siedzibą powiatu.
- 1975 – założenie Muzeum Regionalnego (filia Muzeum Okręgowego w Koninie)[13].
- 1977 – otwarcie, pierwszego w kraju, Gminnego Ośrodka Postępu Rolniczego[9].
- 1 stycznia 1999 – Słupca po raz czwarty stała się siedzibą powiatu w województwie wielkopolskim.
- 1999 – powstała Unia Słupczan.
- od 2009 – gazyfikacja miasta.
- 2010 – Św. Wawrzyniec zostaje patronem miasta z nadania przez Stolicę Apostolską na wniosek władz miasta[14].

## Zabytki i miejsca pamięci

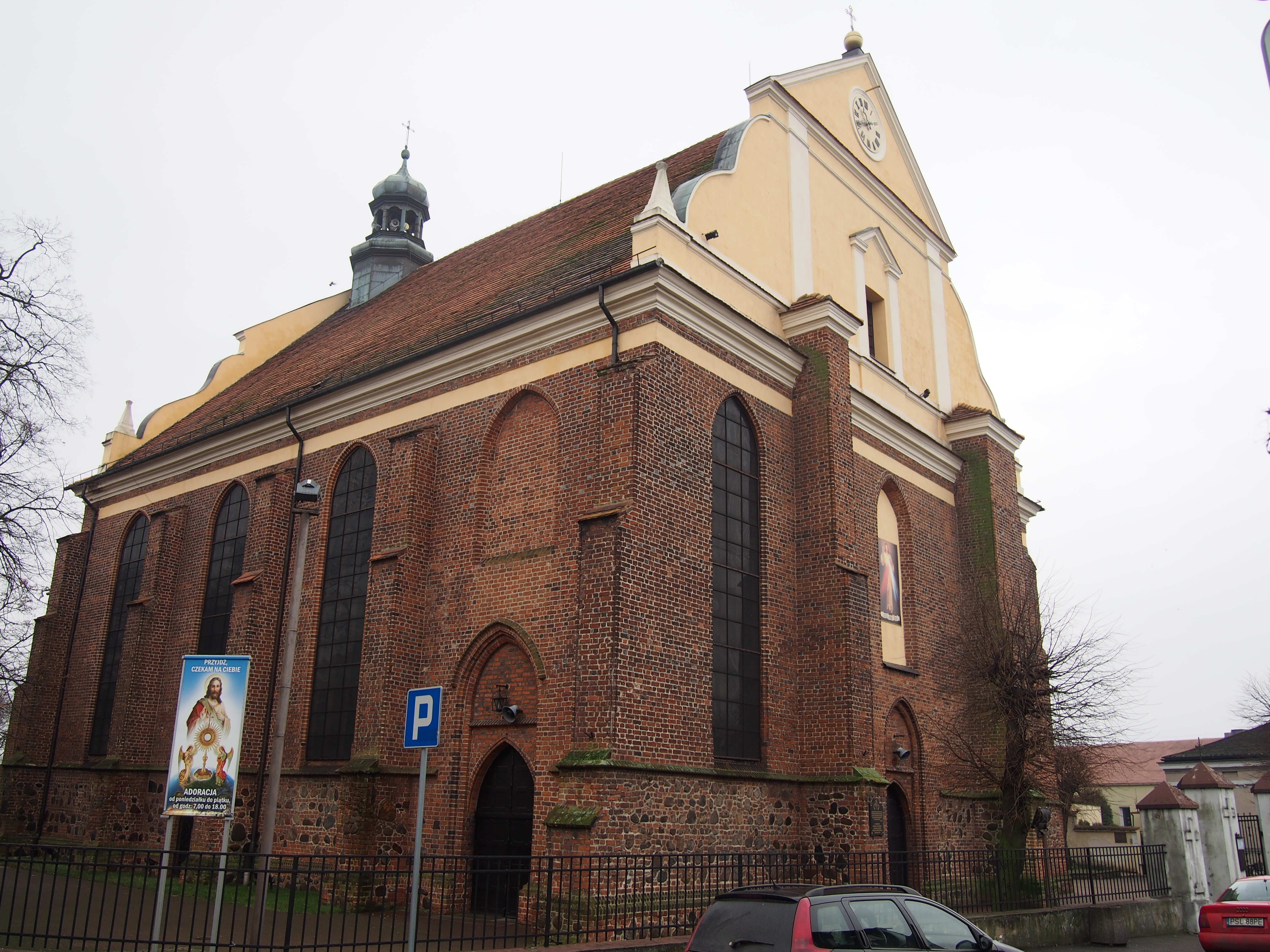
Kościół św. Wawrzyńca.

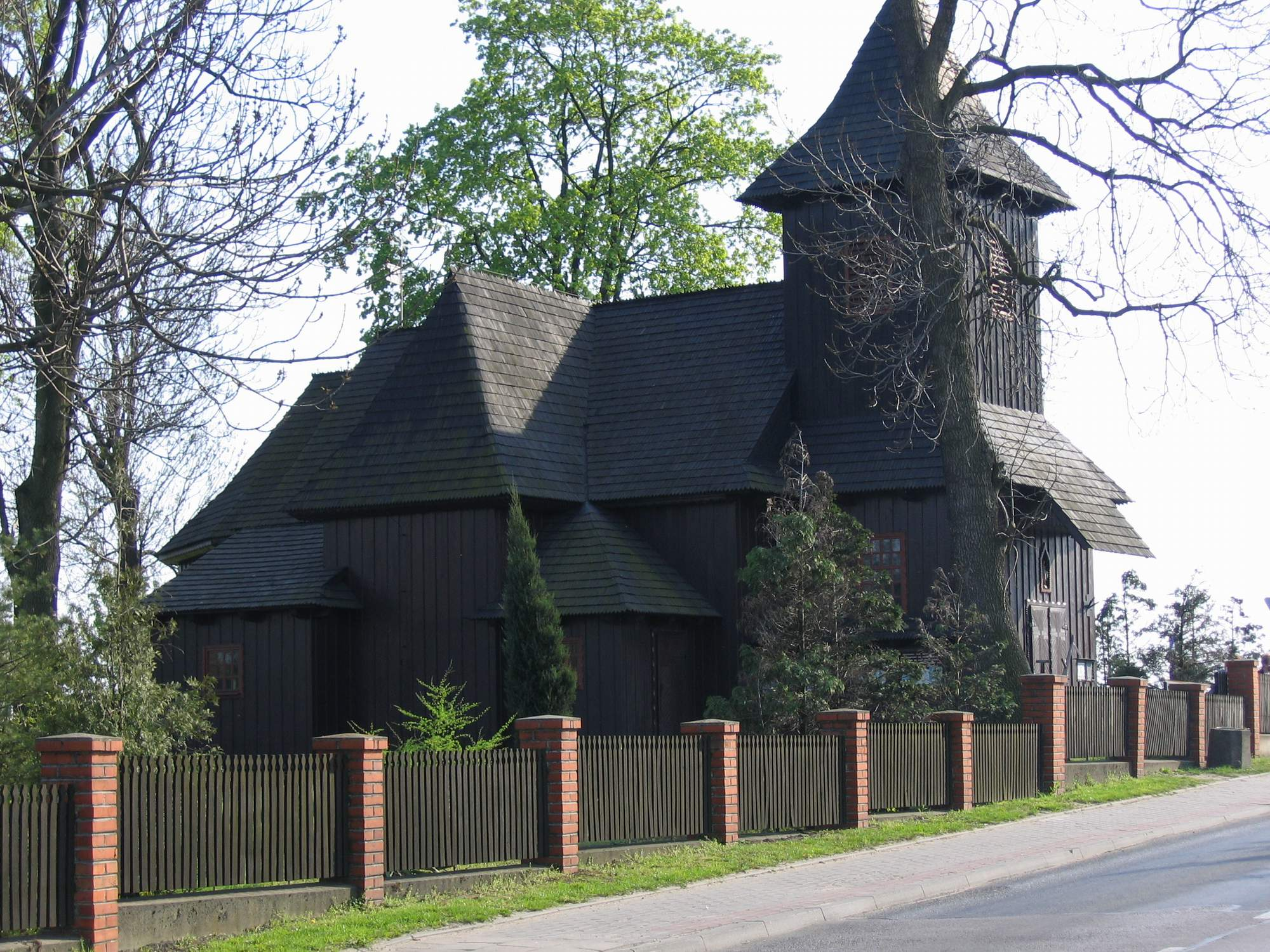
Drewniany kościół św. Leonarda.

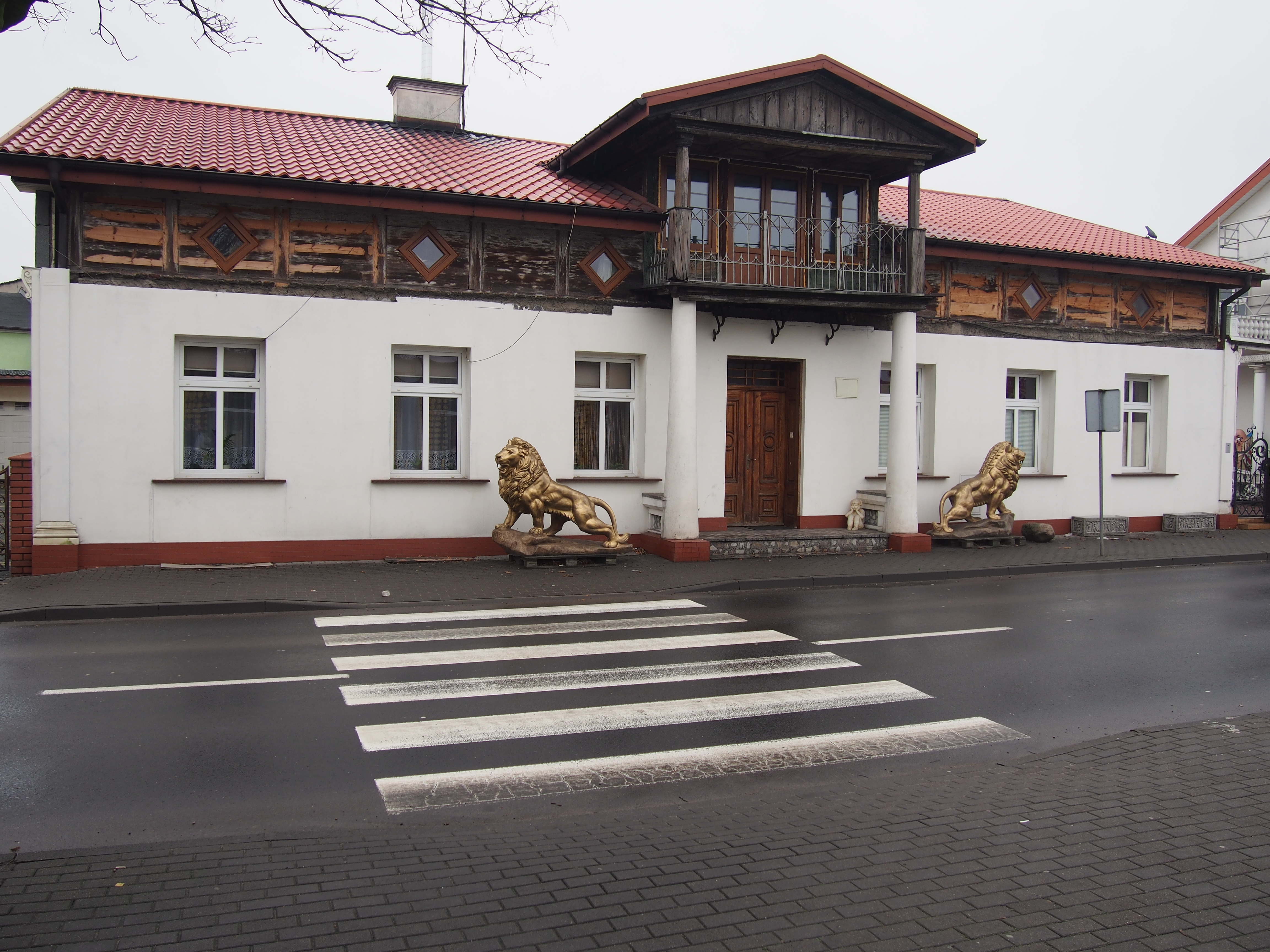
Zajazd Pocztowy w Słupcy.

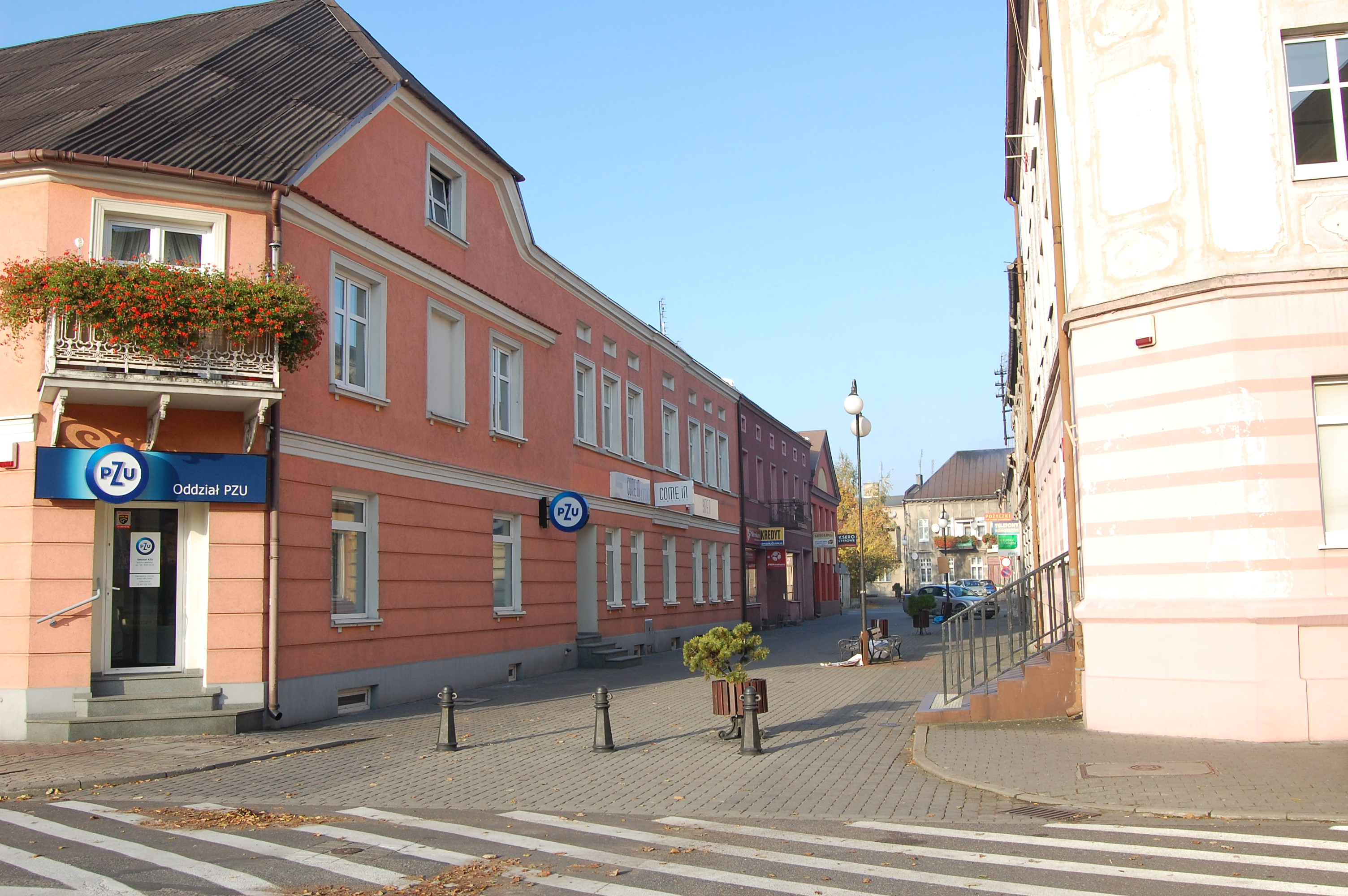
Kamienice w centrum miasta, 2015 r.

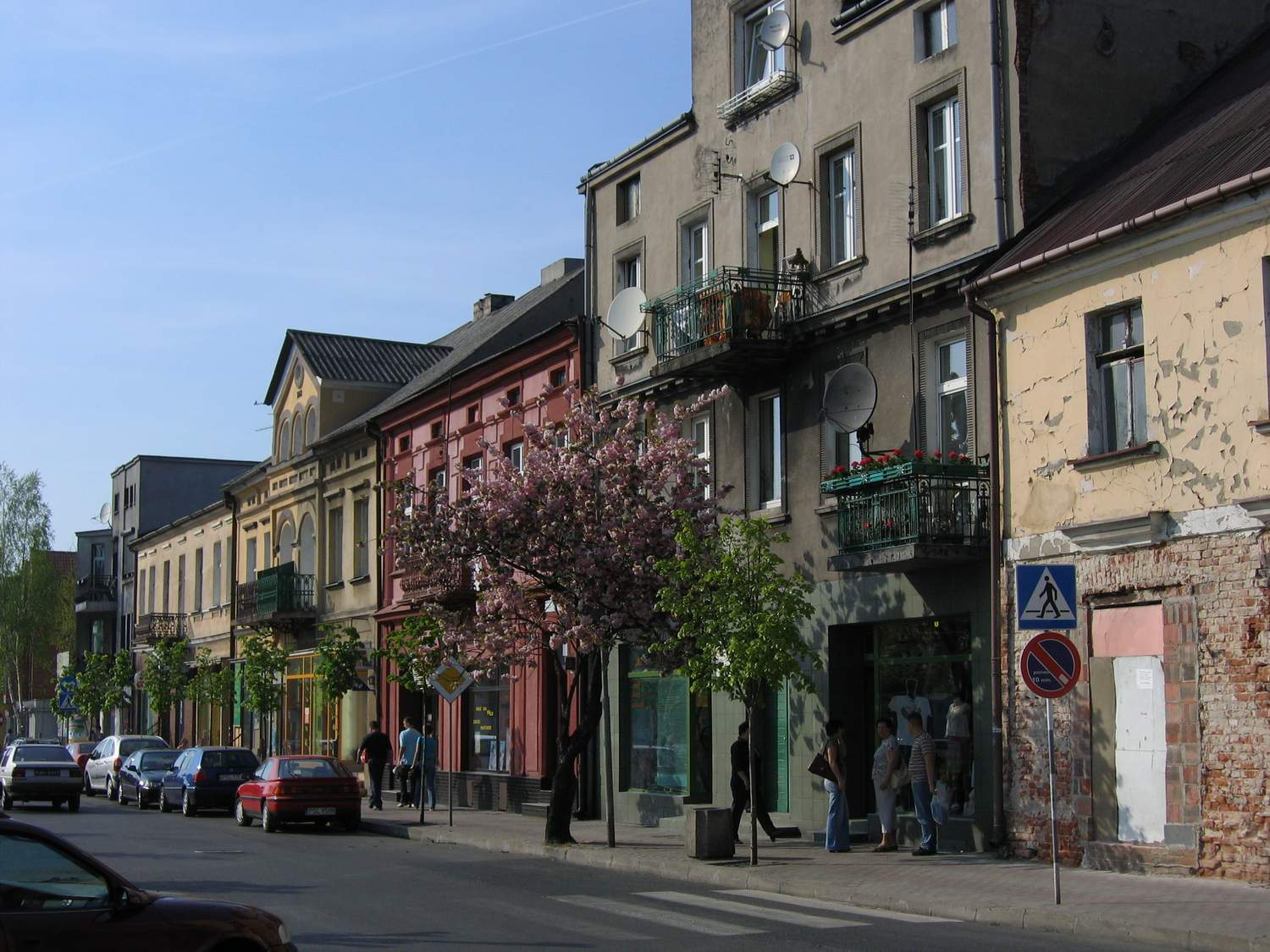
Kamienice, Plac Wolności, 2007 r.

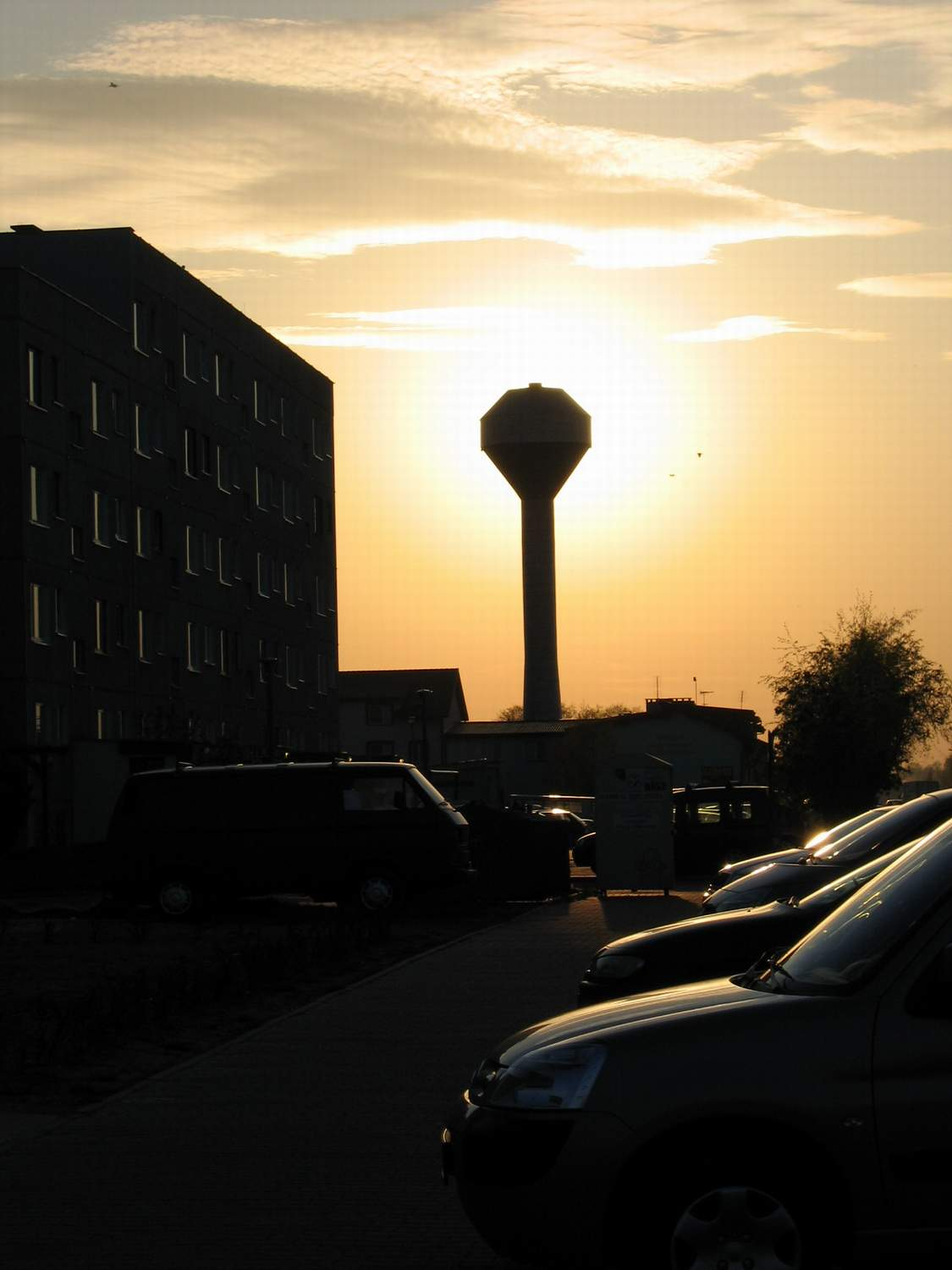
Słupca – wieża ciśnień

Wpisane do rejestru zabytków nieruchomych obiekty na terenie miasta Słupcy:
- Założenie urbanistyczne – Nr rej.: 55/544 z 23 lutego 1956.
- Kościół gotycki pod wezwaniem św. Wawrzyńca z połowy XV w. Został zregotyzowany w latach 1948–1958 r. Jest on murowany z cegły w układzie polskim z wykorzystaniem kamieni narzutowych. Kościół posiada trójnawowe, halowe wnętrze ze sklepieniem gwiaździstym. W nim krucyfiks oraz rzeźba Matki Boskiej Bolesnej (XV w.), późnorenesansowy tron biskupi (początek XVII w.) oraz kropielnica gotycka (XV w.), nr rej.: 59/623 z 25 kwietnia 1958.
- Drewniany kościół pw. św. Leonarda (XVI w.) kryty gontem. W jego wnętrzu znajduje się obraz św. Leonarda (gotyk, ok. 1460), kamienna kropielnica (1521 r.) oraz krucyfiks (ok. 1500 r.), nr rej.: 60/624 z 25. kwiecień 1958.
- Park miejski, ul. Parkowa, z 1867 r., nr rej.: 729/Wlkp/A z 29 grudnia 2008.
- Zajazd Pocztowy w Słupcy znajduje się na ulicy Kościuszki, powstał w pierwszej połowie XIX wieku, nr rej.: 405/147 z 7. kwiecień 1988.
- Mury miejskie zbudowane w latach 1375–1382 i rozebrane w latach 1880–1887 (pozostałości na ul. Kościuszki), nr rej. 405/147 z 7 kwietnia 1988.
- Grodzisko pierścieniowate, potoczna nazwa „Szwedzki Kopiec” nr rej: 414/Wlkp/C z 22 marca 2011.

Najważniejsze obiekty i tereny podlegające ochronie konserwatorskiej:
- budynek dawnej synagogi z połowy XIX w. (ul. Bożnicza 11).
- kaplica cmentarna z XIX w. znajdująca się na cmentarzu św. Krzyża.
- przytułek miejski (obecnie siedziba Sądu Rejonowego) wybudowany w 1896 r.
- budynek Komory Celnej (obecnie Starostwo Powiatowe) pochodzący z 2. połowy XIX w.
- dworzec kolejowy wybudowany w latach 1956–1958.
- wiatrak koźlak z 1895 r.
- młyn z około 1910 r.
- zespół domów przy ul. 3 Maja.
- zespół elektrowni i łaźni miejskich pochodzący z lat 1915–1918. ul Elektrowniana 2
- gimnazjum żydowskie wybudowane około 1920 roku.
- kuźnia – obecnie zakład kowalsko-ślusarski.

Nie zachowała się cerkiew św. Mikołaja Cudotwórcy, rozebrana w 1936.
Przy dawnym przejściu granicznym Stralkowo (w granicach administracyjnych Słupcy) znajduje się miejsce pamięci w Łężcu.

## Cmentarze
Aktualnym miejscem pochówku, a zarazem cmentarzem komunalnym jest cmentarz Świętego Krzyża przy ulicy Cmentarnej. Przed II wojną światową w Słupcy znajdował się jeszcze drugi cmentarz katolicki przy kościele św. Leonarda oraz cmentarze niekatolickie, świadczące o różnorodności narodowościowej i religijnej przedwojennej Słupcy. Do dziś nie przetrwały cmentarz prawosławny przy ulicy Szeluty oraz cmentarz żydowski przy ulicy Gajowej. Miejsca te upamiętniają pomniki.

## Demografia

### Podstawowe dane demograficzne
Według danych z 30 marca 2014 r. Słupcę zamieszkiwało 13 904 mieszkańców. Ludność zamieszkała w Słupcy stanowi ok. 25% ludności powiatu słupeckiego.
Gęstość zaludnienia wynosi 1378 osób/km² powierzchni. Tak wysoki wskaźnik jest spowodowany niewielką powierzchnią miasta (10,31 km²).
Przewaga kobiet nad mężczyznami w społeczności miasta jest podobna jak w całym województwie wielkopolskim. Wskaźnik feminizacji w roku 2004 wyniosła 106 (średnio w woj. wielkopolskim 106,5), czyli na 100 mężczyzn w Słupcy przypada 106 kobiet (patrz tab. 1).
| Opis                              | Ogółem | Ogółem | Kobiety | Kobiety | Mężczyźni | Mężczyźni |
| --------------------------------- | ------ | ------ | ------- | ------- | --------- | --------- |
| Jednostka                         | osób   | %      | osób    | %       | osób      | %         |
| Populacja                         | 14 063 | 100    | 7306    | 52      | 6757      | 48        |
| Gęstość zaludnienia [mieszk./km²] | 1365   | 1365   | 709     | 709     | 656       | 656       |

Dane z 31 grudnia 2012
Struktura wiekowa ludności miasta pokazuje, iż najwięcej jest ludzi w wieku średnim (40–49 lat) oraz ludzi młodych (10–19 i 20–29 lat), patrz tab. 2. Średni wiek mieszkańca Słupcy wynosi 37 lat.
| Przedział wiekowy | 0–9  | 10–19 | 20–29 | 30–39 | 40–49 | 50–59 | 60–69 | 70–79 | 80< |
| Liczba ludności   | 1148 | 2439  | 2457  | 1715  | 2508  | 2067  | 911   | 580   | 523 |

źródło: Narodowy Spis Powszechny 2002

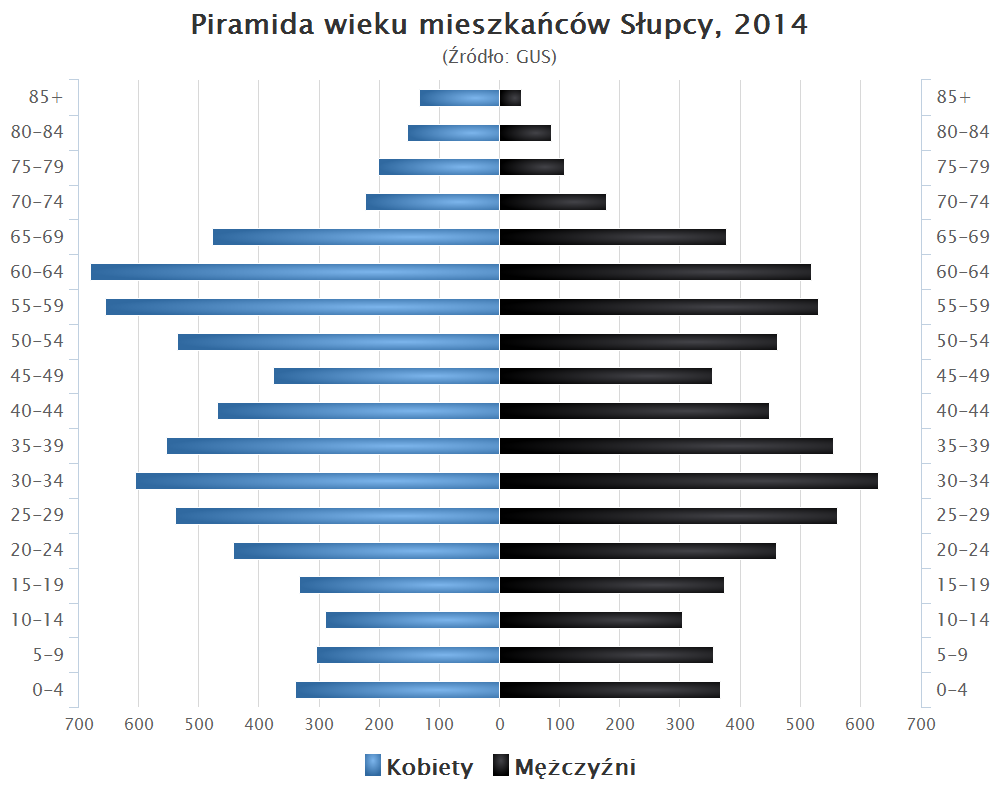
Piramida wieku mieszkańców Słupcy w 2014 roku

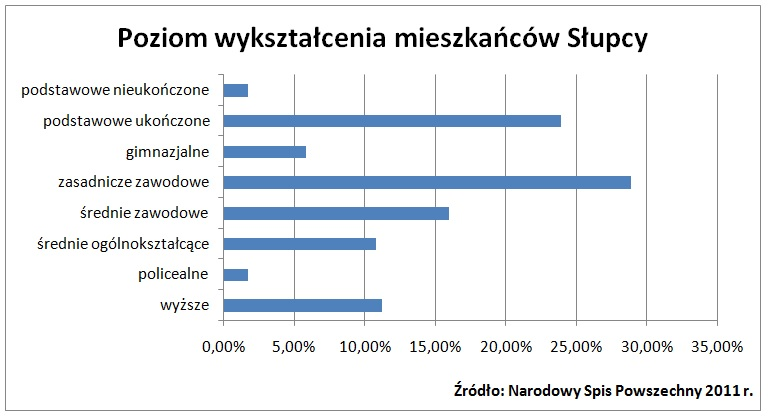

### Znane osoby związane ze Słupcą
- Marcin ze Słupcy
- Maciej ze Słupcy
- Jan ze Słupcy – rektor Akademii Krakowskiej
- Jan ze Słupcy – kanonik gnieźniński
- Damian Augustyniak – piłkarz
- Jerzy Dembczyński – rektor Politechniki Poznańskiej
- Edward Fiszer – poeta
- Eugeniusz Grzeszczak – polityk
- Marian Jarecki – społecznik
- Mieczysław Jerzy Künstler – sinolog, językoznawca
- Kacper Kobyliński – ksiądz, społecznik, działacz gospodarczy
- Stefan Korboński – działacz podziemia
- Łukasz Kuropaczewski – gitarzysta klasyczny
- Edward Przanowski – inżynier i architekt powiatowy w Słupcy w XIX w., żołnierz Powstania Styczniowego
- Janusz Rewers – kabareciarz
- Franciszek Szczygłowski – ksiądz, społecznik, działacz oświatowy
- Apolinary Szeluto – muzyk, kompozytor
- Jan Szypowski – wojskowy polski, współtwórca COP, szef uzbrojenia AK
- Adam Topolski – piłkarz, trener
- David Topolski – piłkarz
- Henryk Wolski – podróżnik
- Grażyna Harmacińska-Nyczka – malarka

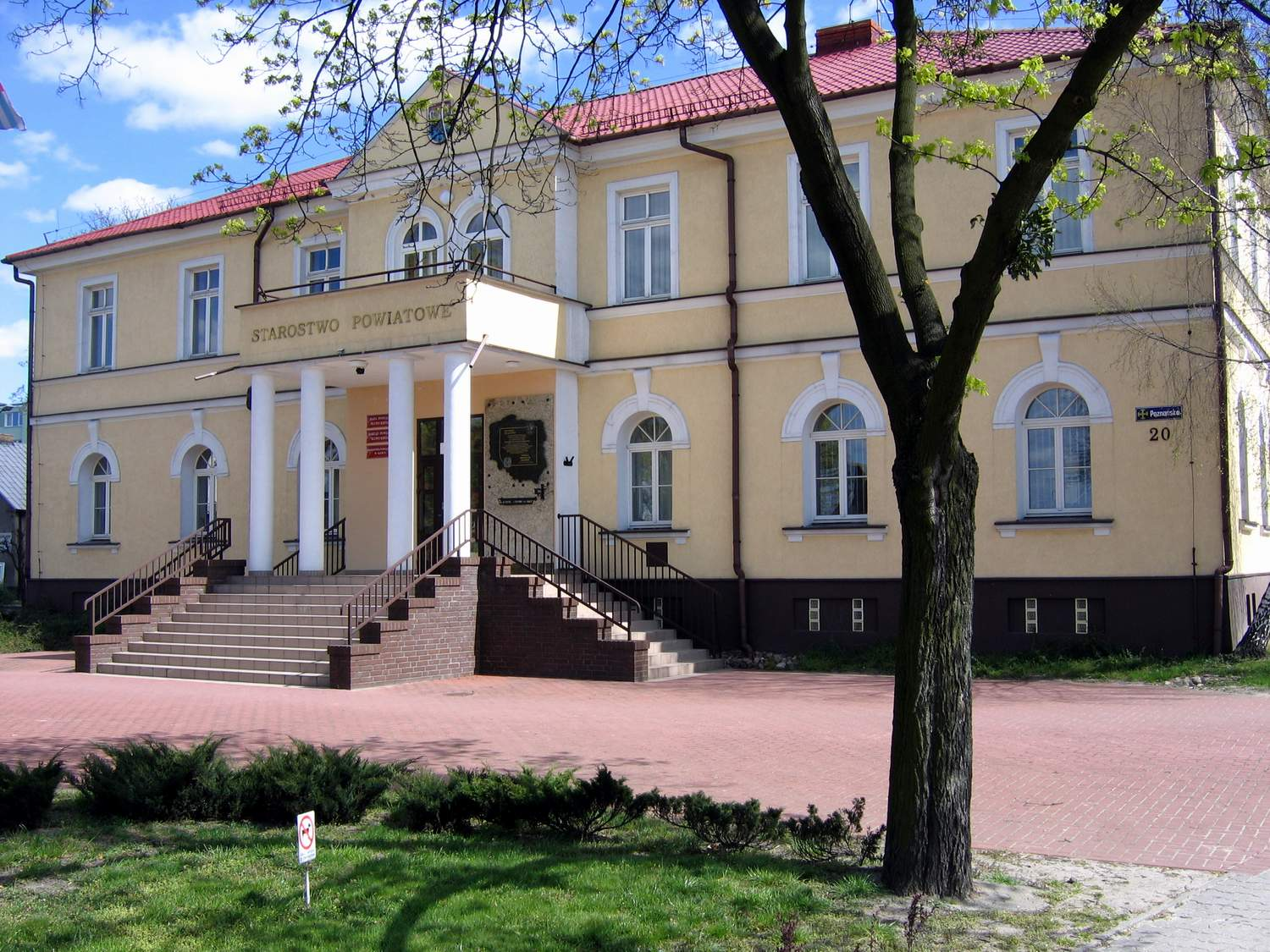
Budynek Starostwa Powiatowego

- Jan Bednarek – piłkarz
- Michał Pyrzyk – poseł na sejm

### Poczet burmistrzów Słupcy
- Antoni Kryłów (1918)
- Stanisław Trębaczkiewicz (1919–?)
- Wincenty Balewski (?–1924)
- Tadeusz Parys (1924–1927)
- Jan Czajewicz (1927–1939)
- Zdzisław Giszter (1982–1990)
- Karol Wyszomirski (1990–1998)
- Jerzy Mikołajewski (1998–2002)
- Marian Banaszak (2002–2006)
- Michał Pyrzyk (2006–2023)
- Andrzej Grzeszczak (2023-2024)
- Jacek Szczap (2024-)

## Komunikacja

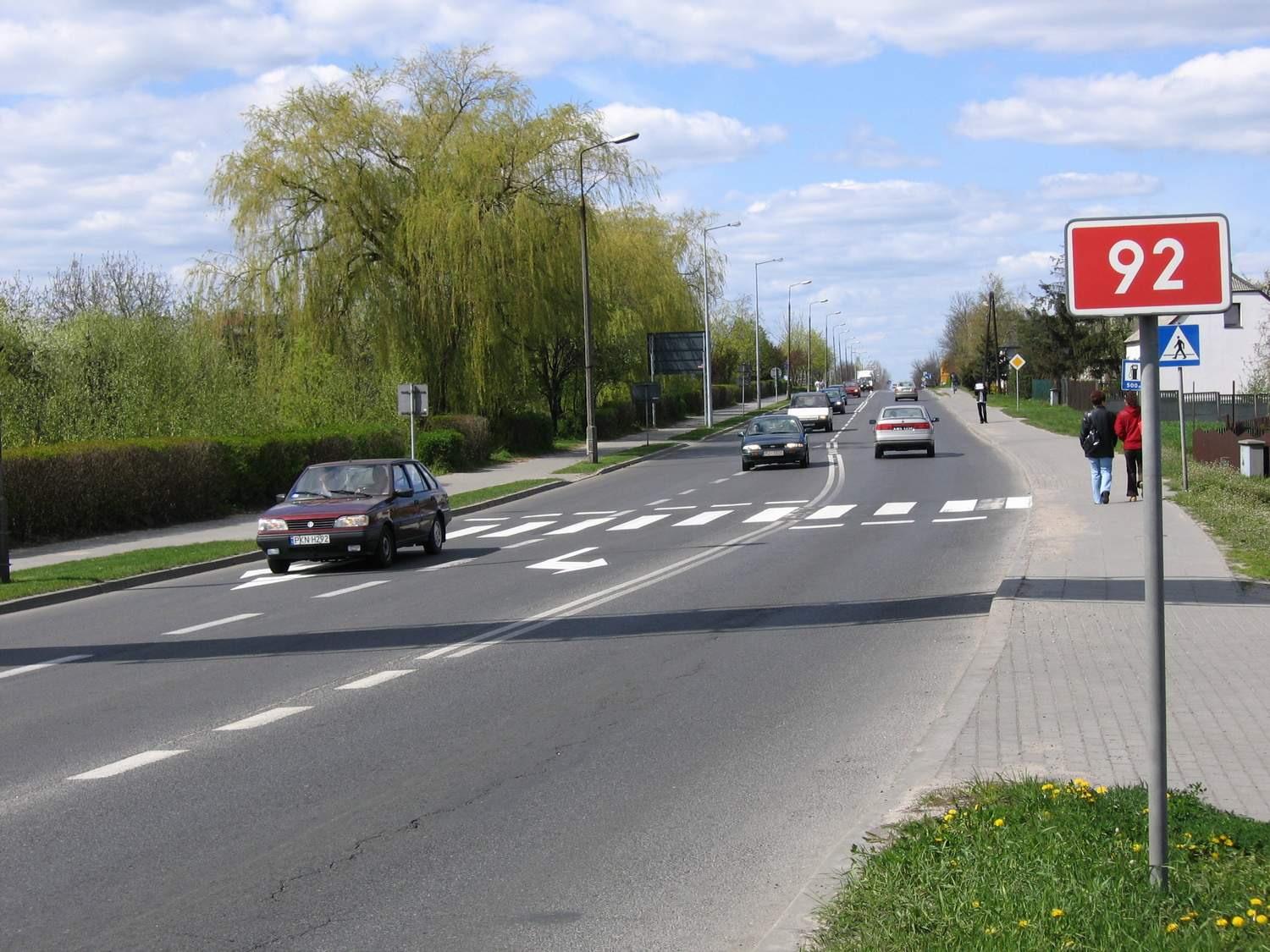
Obwodnica Słupcy, droga krajowa nr 92

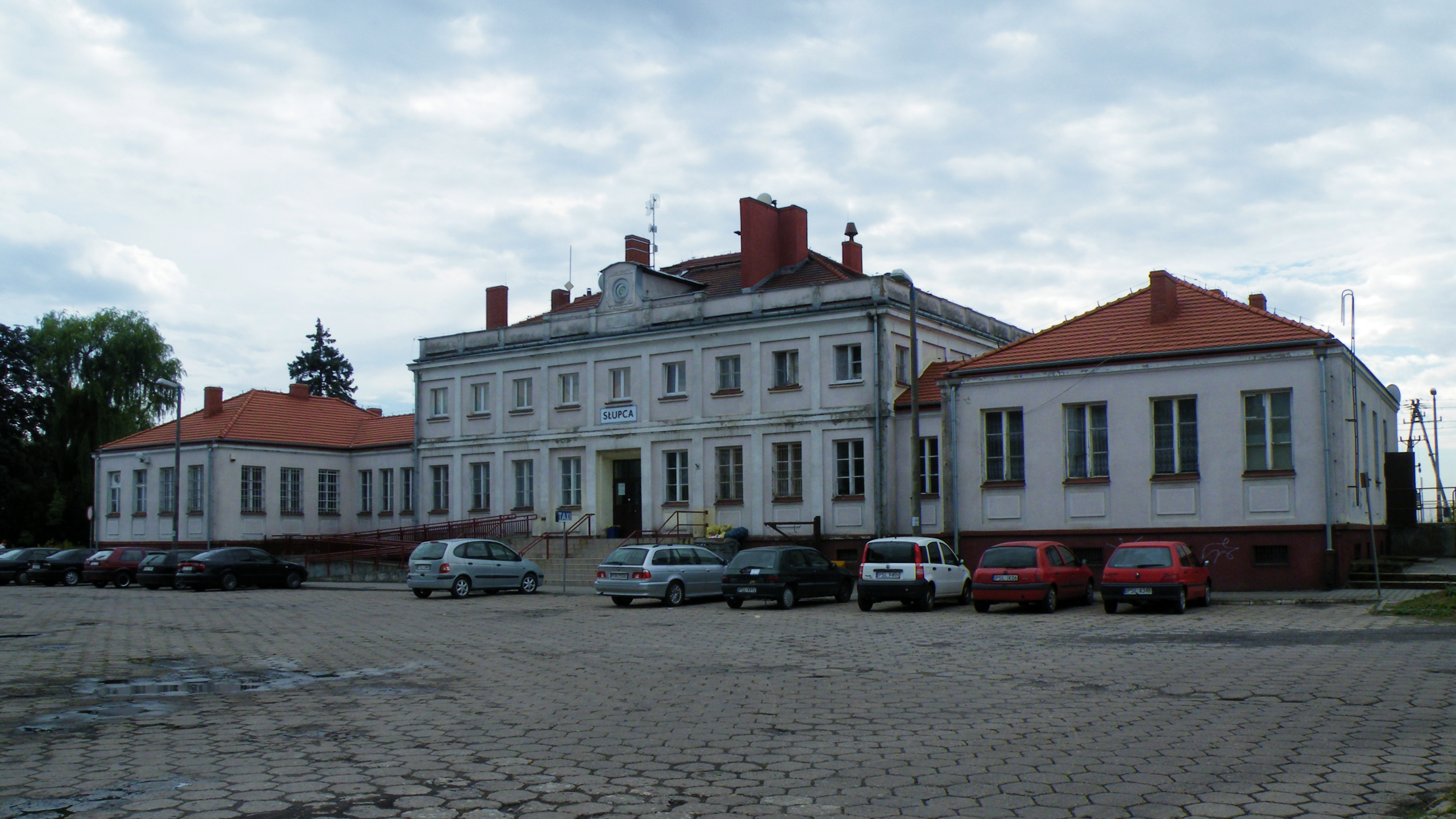
Budynek dworca PKP w Słupcy

### Połączenia drogowe
Przez Słupcę przebiegają następujące drogi:
- DK92 – droga krajowa, łącząca Miedzichowo z Łowiczem, w jej ciągu południowa obwodnica Słupcy (jednojezdniowa ulica Objazdowa), powstała w latach 70. XX wieku
- DW263 – droga wojewódzka, łącząca Słupcę z miastem Dąbie
- DW466 – droga wojewódzka, łącząca Słupcę z autostradą A2 (węzeł „Słupca”) i dalej z Ciążeniem i Pyzdrami

Pozostałe drogi:
- Słupca – Giewartów (102)
- Słupca – Ląd (101)
- Słupca – Kąty (166)

Do grudnia 1985 roku przez miasto przebiegała droga państwowa nr 17 i do połowy lat 80. droga międzynarodowa E8, następnie w latach 1985–2000 droga krajowa nr 2.

### Komunikacja autobusowa
Komunikację drogową pomiędzy Słupcą i Koninem oraz innymi miejscowościami w powiecie słupeckim, konińskim, wrzesińskim zapewnia komunikacja autobusowa PKS Konin i Euromatpol. Obecnie większość połączeń poza granice województwa zostały zlikwidowane.

### Komunikacja kolejowa
Przez Słupcę przebiega linia kolejowa Berlin – Moskwa. Stacja Słupca posiada bezpośrednie połączenia m.in. z Warszawą, Poznaniem, Szczecinem, Zieloną Górą, Krakowem, Lublinem, Przemyślem, Świnoujściem. Wybudowana została w latach 1919–1923 jako linia jednotorowa łącząca Strzałkowo z Kutnem, w trakcie II wojny światowej został dobudowany 2 tor. Decyzję o budowie linii kolejowej podjął Sejm odrodzonej Polski 11 kwietnia 1919 roku przyjmując odpowiednią ustawę (Dz.U. 1919 nr 32, poz. 268).

## Środowisko Naturalne

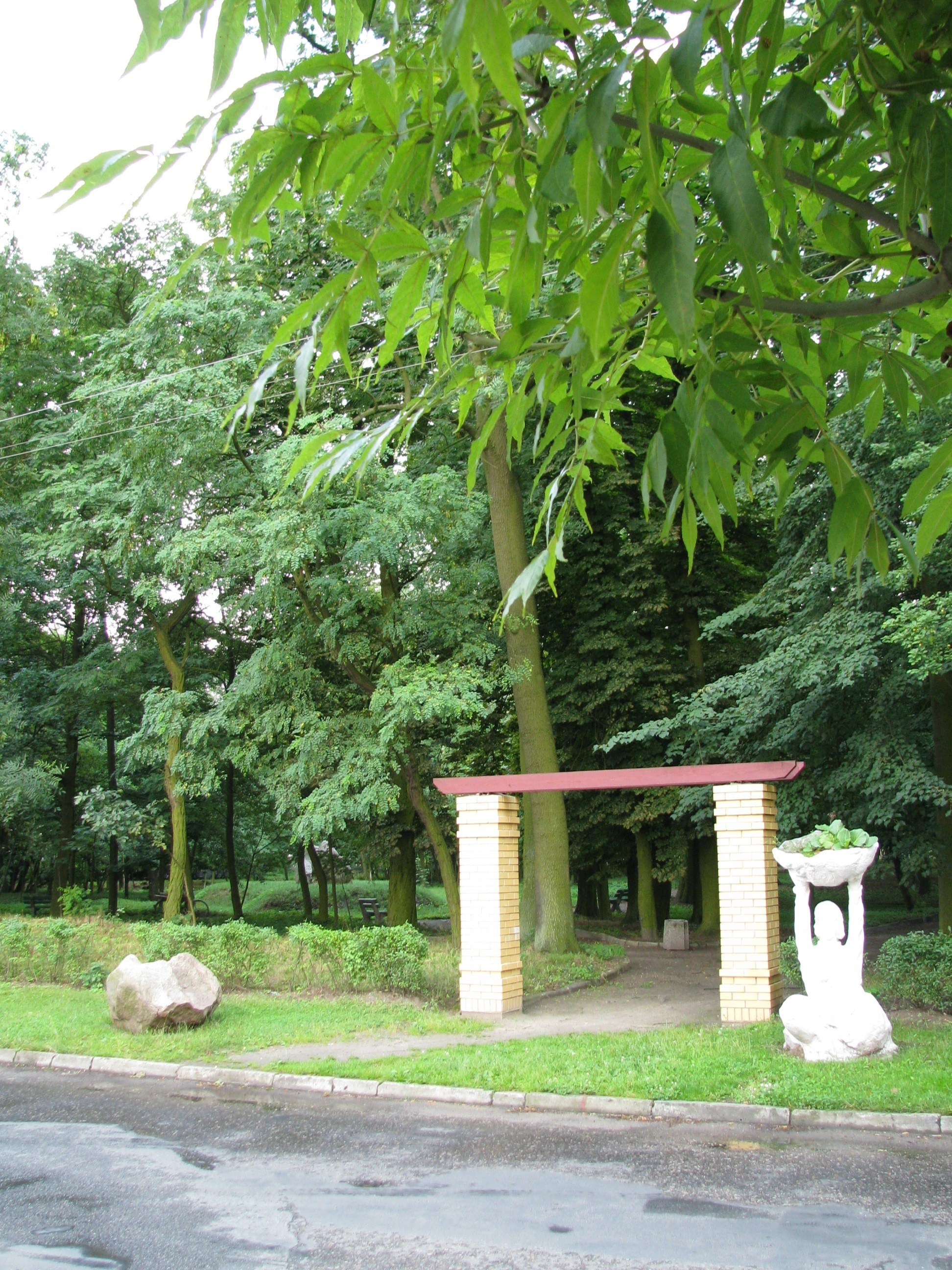
Park Miejski w Słupcy

### Ukształtowanie powierzchni
Słupca położona jest na Równinie Wrzesińskiej stanowiącej część Wysoczyzny Gnieźnieńskiej (B. Krygrowski). Miasto leży na wysoczyźnie dyluwialnej z nałożoną na nią warstwą sandrową.

### Klimat
Na podstawie rejestracji danych meteorologicznych przez Posterunek Meteorologiczny w Słupcy obliczono, że średnia temperatura roczna wynosi 7,8 °C (stycznia: –2,8 °C, lipca: 17,4 °C). Pod względem opadów atmosferycznych rejon Słupcy leży w strefie w której średnia roczna suma opadów wynosi 500–550 mm. W rejonie Słupcy dominują wiatry zachodnie (21,8%), południowo-zachodnie (12,9%) i północno-zachodnie (9,5%). Dominujący – zachodni kierunek wiatrów sprawia, iż w rejonie Słupcy przeważają masy powietrza polarno-morskiego. Dni bezwietrznych notuje się około 17% w roku.
(dane IMGW – oddział w Poznaniu 1973–1987)

### Gleby
W rejonie Słupcy spotyka się trzy typy gleb: pseudobielicowe, brunatne wyługowane oraz czarne ziemie. Są to głównie gleby łatwe do uprawy, zawierające w wierzchnich warstwach piaski gliniaste lekkie i piaski gliniaste mocne. Stanowią one około 58% gruntów ornych. Oprócz tego w około 40% występują tu gleby lekkie zawierające w wierzchnich warstwach piaski luźne i słabo gliniaste.

### Hydrografia
Słupca leży w dorzeczu Warty. Wszystkie cieki okolic Słupcy są prawymi dopływami rzeki Warty. Słupca leży nad jednym z tych dopływów – Rzeką Meszną. Meszna ma długość 38 km – wypływa z Jeziora Powidzkiego. Wpływa do Warty na zachód od Policka.
Jezioro Słupeckie utworzone zostało w latach 1954–1955, w wyniku spiętrzenia Meszny. Ma powierzchnię 258 ha. Głębokość sięga od 1,85–2,50 m. Jezioro wykorzystywane jest jako zbiornik retencyjny służący nawadnianiu użytków zielonych w dolinie rzeki Meszny. Jezioro stanowi zabezpieczenie przeciwpowodziowe, oraz jest miejscem rekreacji dla okolicznych mieszkańców, którzy chętnie wędkują i uprawiają sporty wodne.

## Zieleń miejska
Tereny zielone stanowią ważną część miasta, i są chętnie odwiedzane przez słupczan. W mieście znajdują się następujące parki:
- Park Miejski w Słupcy
- Skwer Apolinarego Szeluty w Słupcy
- Park im. Jana Pawła II w Słupcy
- Promenada Niepodległości
- Lasek Miejski
- Skwer przy Małym Rynku
- Plaża – Jezioro Słupeckie

## Kultura, oświata, media, wyznania

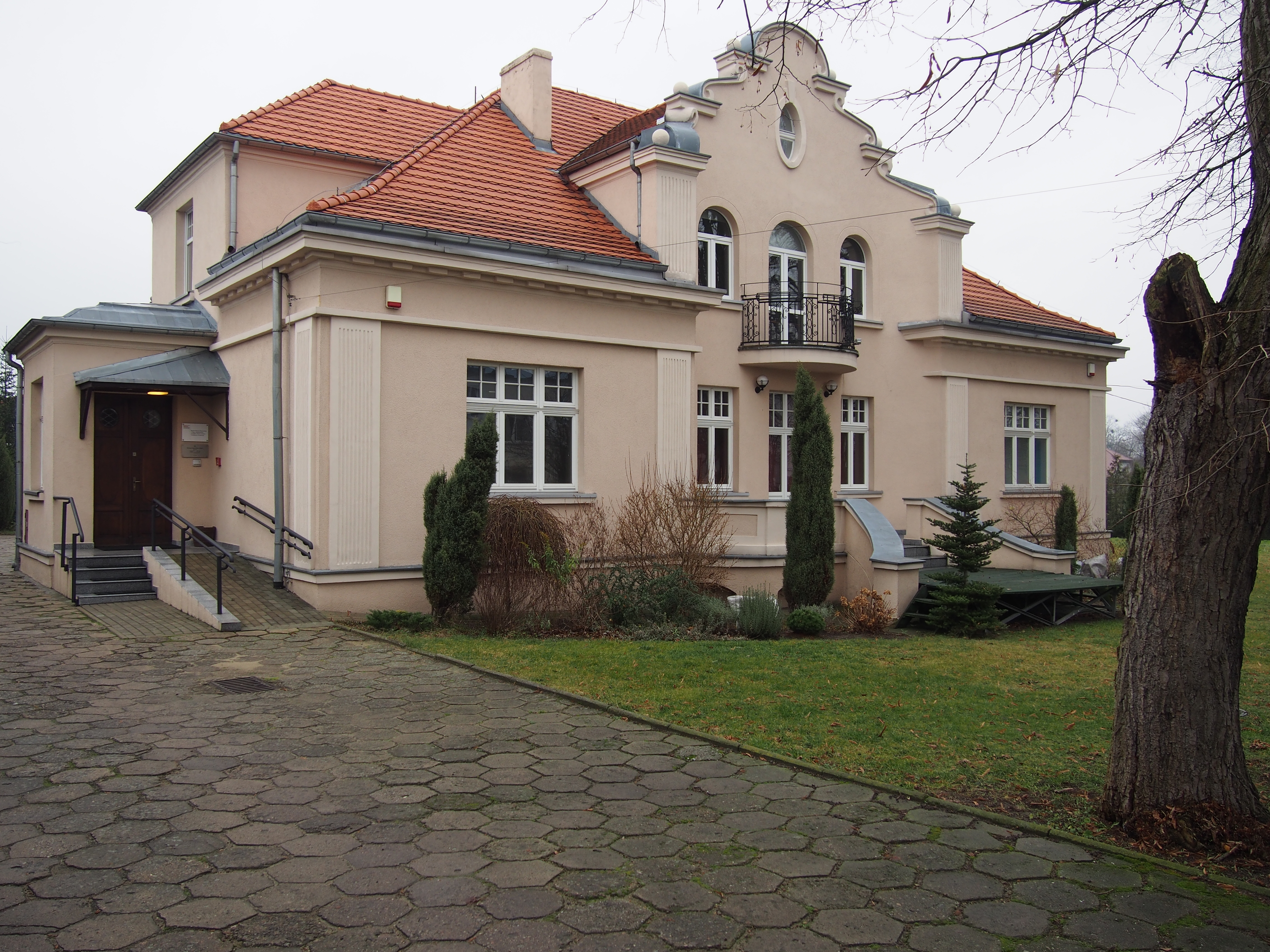
Muzeum Regionalne w Słupcy

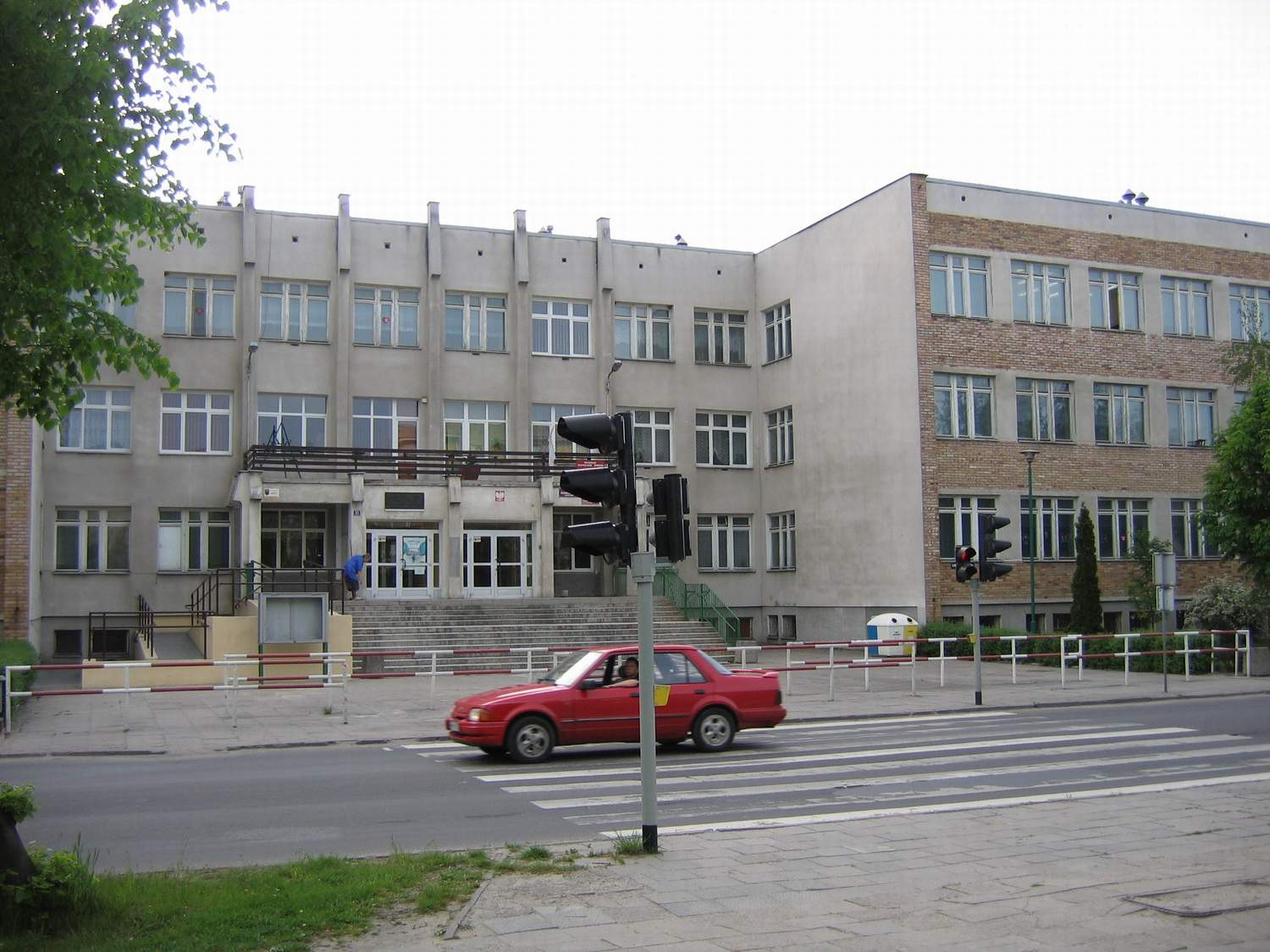
Szkoła Podstawowa nr 3 Adama Mickiewicza w Słupcy

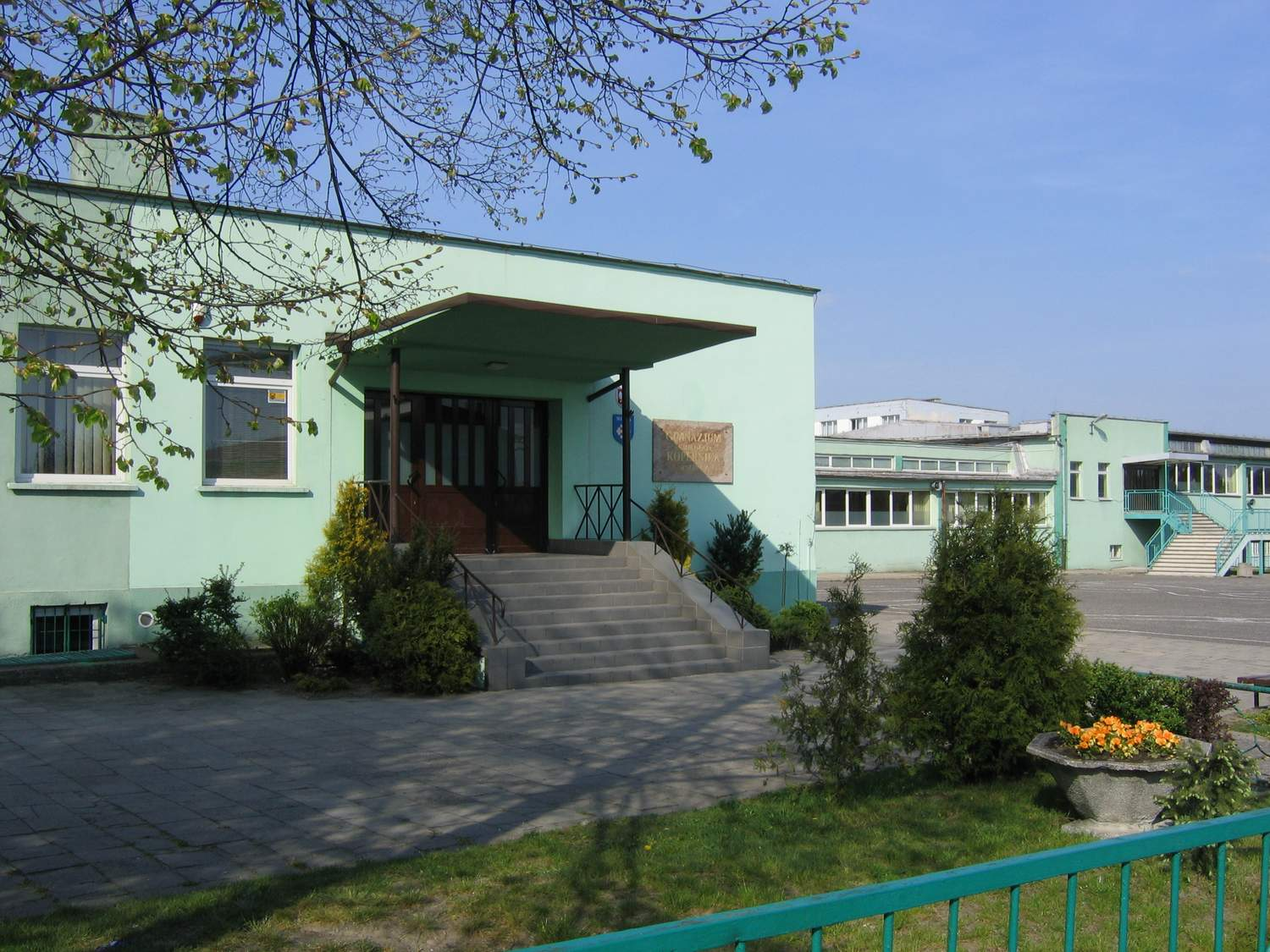
Gimnazjum im. Mikołaja Kopernika w Słupcy

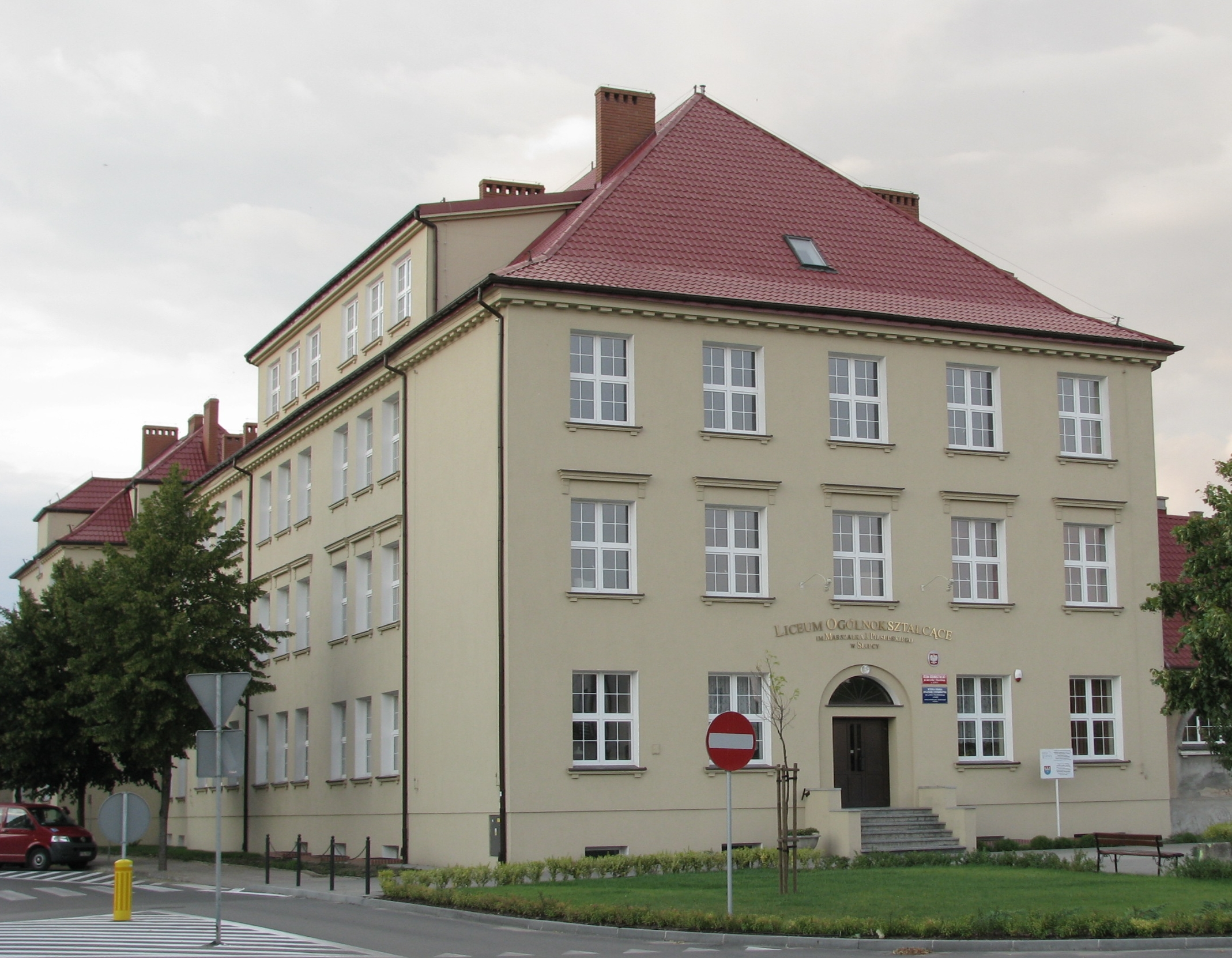
Liceum Ogólnokształcące im. Marszałka J. Piłsudskiego – pl. Szkolny

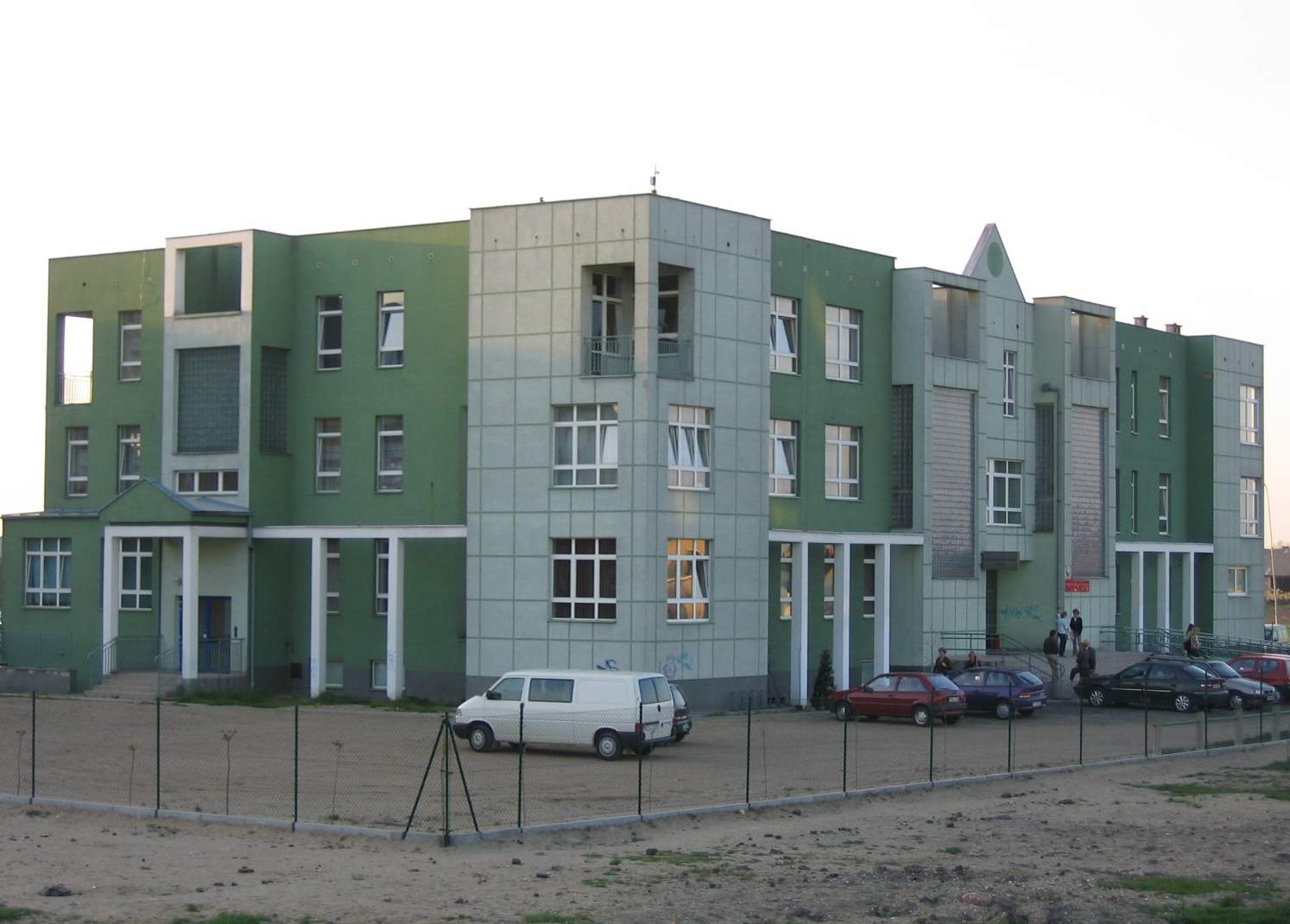
Zespół Szkół Muzycznych im. Apolinarego Szeluty – ul. Witolda Pileckiego

### Instytucje kulturalne
- Miejski Dom Kultury wraz z Kinem „Sokolnia” – ul. Traugutta 5
- Powiatowa i Miejska Biblioteka Publiczna – ul. Armii Krajowej 27
- Biblioteka Pedagogiczna – ul. Armii Krajowej 27
- Muzeum Regionalne – ul. Warszawska 53
- Orkiestra Dęta OSP w Słupcy – ul. Ratajczaka 1
- Zespół Szkół Muzycznych im. Apolinarego Szeluty – ul. Rotmistrza Witolda Pileckiego 3
  - Słupeckie Towarzystwo Muzyczne
  - Społeczne Ognisko Muzyczne
- Słupeckie Towarzystwo Społeczno-Kulturalne

Ze Słupcy wywodzi się zespół rockowy Zbuntowany Kaloryfer.

### Imprezy kulturalne
W mieście Słupcy cyklicznie odbywają się następujące imprezy kulturalne i kulturalno-rozrywkowe:
- Słupeckie Dni Rodziny
- Biegi Okolicznościowe organizowane przez Miejski Ośrodek Sportu i Rekreacji w Słupcy
- Wawrzynki Słupeckie to coroczna impreza sportowo-kulturalno-rekreacyjna, organizowana w dniach 9–10 sierpnia ku czci patrona jednej ze słupeckich parafii – św. Wawrzyńca. 9 sierpnia organizowana jest Wawrzynkowa Gra Miejska, a wieczorem obchodzona jest wigilia św. Wawrzyńca. 10 sierpnia w ramach Wawrzynek odbywają się organizowane przez Muzeum Regionalne Odpustowe Spotkania, promujące lokalnych rzemieślników i artystów. W tym samym dniu wieczorem w farze odbywa się koncert organowy. W ramach dni miasta organizowane są Biegi Wawrzynkowe: biegi dziecięce i młodzieżowe, bieg rodzinny, bieg na 10 km o Laur św. Wawrzyńca, Mistrzostwa Par Małżeńskich.

Wawrzynki to koncerty, wystawy, ogólnopolskie zawody strzeleckie z kbks, turnieje tenisowe, zawody wędkarskie, pikniki i inne.
- Słupeckie Spotkania Muzyczne to warsztaty muzyczne dla młodych muzyków odbywające się w Zespole Szkół Muzycznych pod patronatem burmistrza Miasta Słupcy

### Oświata
Obecnie w Słupcy funkcjonują:
- przedszkola:
  - Przedszkole nr 1 – ul. Okopowa 4a
  - Przedszkole „Miś” – ul. Armii Krajowej 4a
  - Przedszkole „Jarzębinka” – ul. Sikorskiego 3
  - Przedszkole „Kreskówka” – ul. Armii Krajowej[24]
  - Niepubliczne Przedszkole „Miś Uszatek” – Kilińskiego 9a[25]
- szkoły podstawowe:
  - Szkoła Podstawowa nr 1 im. Komisji Edukacji Narodowej – Plac Szkolny 1
  - Szkoła Podstawowa nr 3 im. Adama Mickiewicza – ul. Kopernika 13
- szkoły średnie:
  - Liceum Ogólnokształcące im. Marszałka J. Piłsudskiego – Plac Szkolny 1
  - Zespół Szkół Ekonomicznych im. Maksymiliana Jackowskiego – ul. Powstańców Wielkopolskich 22
  - Zespół Szkół Zawodowych im. generała Władysława Sikorskiego – ul. Kopernika 11A
- szkoła artystyczna:
  - Państwowa Szkoła Muzyczna I stopnia im. Apolinarego Szeluty – ul. Rotmistrza Witolda Pileckiego 3
- szkoła specjalna:
  - Specjalny Ośrodek Szkolno-Wychowawczy im. Marii Grzegorzewskiej – ul. Wojska Polskiego 13

W mieście działa prężnie świetlica socjoterapeutyczna, w której dzieci posiadające trudne warunki rodzinne i życiowe mogą znaleźć fachową pomoc.

### Lokalne media
- „Gazeta Słupecka” – tygodnik
- „Kurier Słupecki” – tygodnik
- slupca.pl – słupecki portal informacyjny
- TwojaSlupca.pl – słupecki portal informacyjny
- Meloradio (Konin, Słupca) – radio regionu konińskiego
- Głos Słupcy” – tygodnik

### Kościoły i świątynie

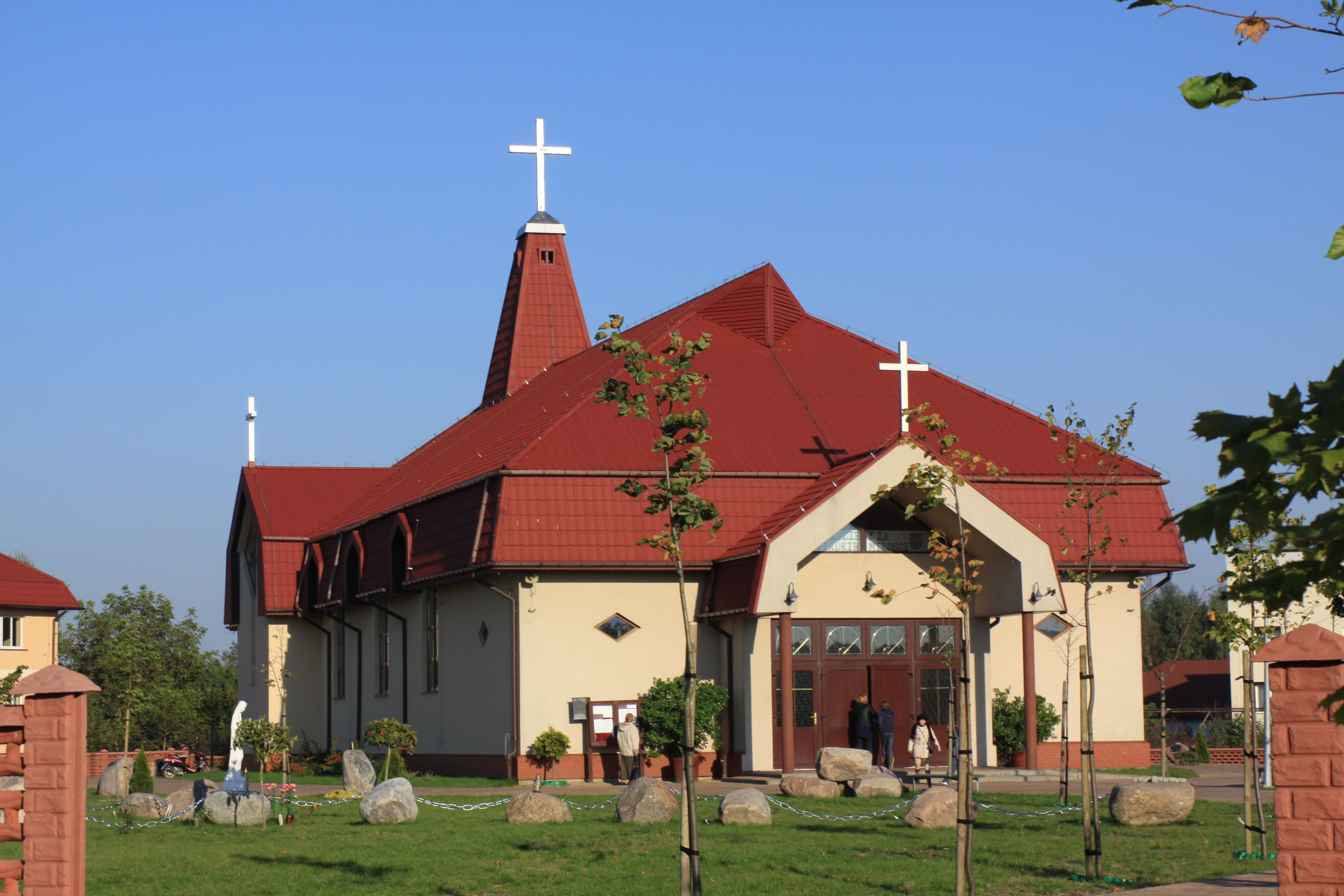
Najmłodszy ze słupeckich kościołów – Kościół bł. bp. Michała Kozala w Słupcy

- Kościół św. Leonarda – ul. Sienkiewicza 11
- Kościół św. Wawrzyńca – ul. Kościelna 3
- Kościół bł. bp. Michała Kozala – ul. Kopernika 10
- Synagoga w Słupcy – ul. Bożnicza 11 (nie istnieje)
- Cerkiew św. Mikołaja Cudotwórcy – Plac Wolności (nie istnieje)
- Sala Królestwa Świadków Jehowy – ul. M. Dąbrowskiej 2[26]
- Kościół św. Rocha (nie istnieje)[27]
- Kościół św. Krzyża (nie istnieje)[27]

## Gospodarka

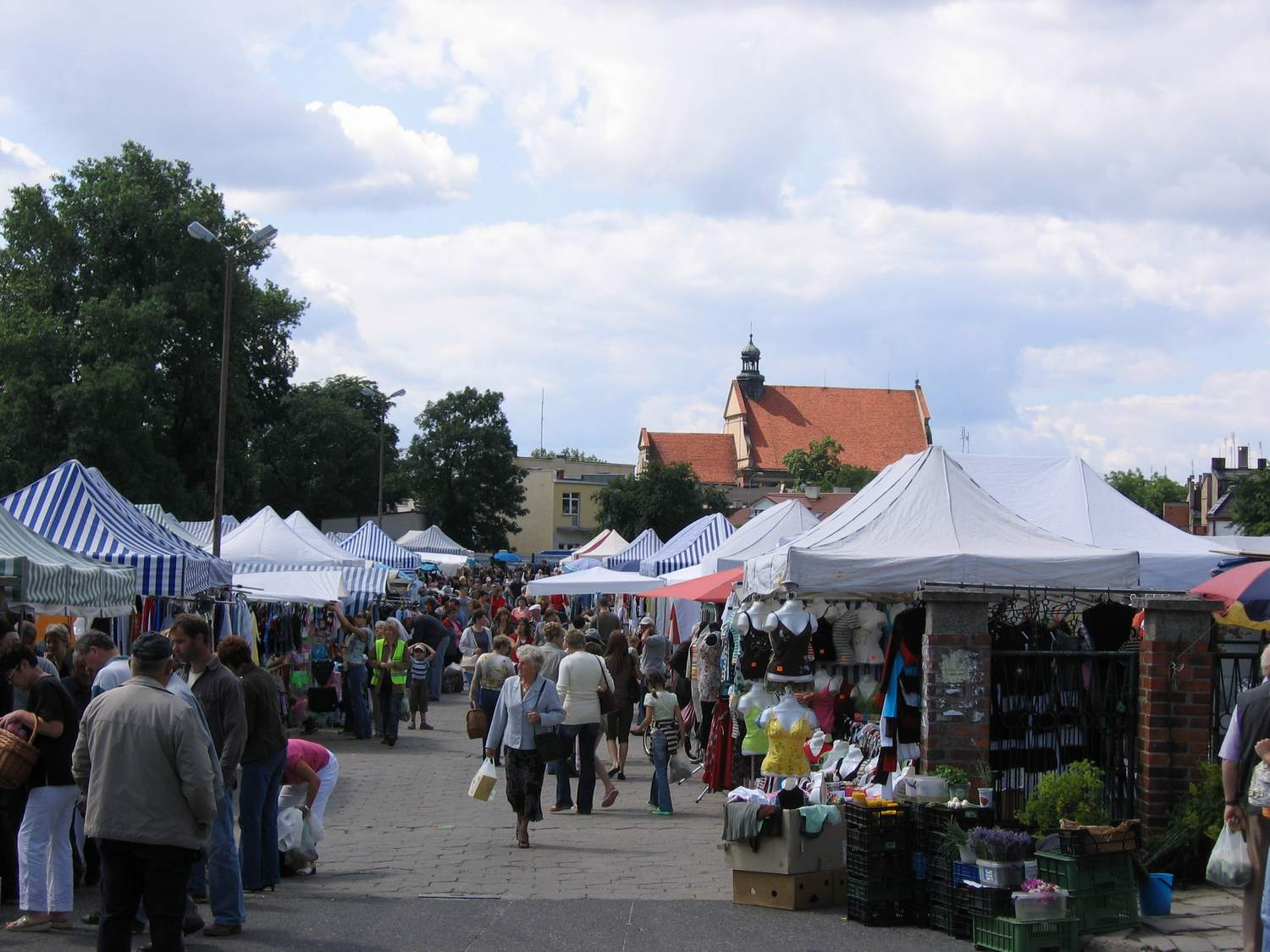
Targowisko miejskie – dzień targowy

Słupca jest jednym z większych ośrodków przemysłowych we wschodniej Wielkopolsce. Ponad 1300 podmiotów gospodarczych Słupcy zatrudnia około 4 tys. osób.
Największe zakłady przemysłowe miasta:
- Mostostal Słupca – producent konstrukcji stalowych;
- Konspol-Bis sp. z o.o. – zakład uboju i przetwórstwa kurczaka
- HellermannTyton sp. z o.o. – Przedsiębiorstwo produkcyjne – Tworzywa sztuczne
- Okna i drzwi Słowińscy – Producent okien, drzwi z drewna i PCW
- Przedsiębiorstwo Techniczno Handlowe „ZREMB” sp. z o.o. – producent urządzeń do mechanizacji budownictwa;
- Spółdzielnia Inwalidów „Przyjaźń” – przetwórstwo tworzyw sztucznych, stolarstwo i produkcja elementów elektronicznych;

Silnie reprezentowane są też firmy: hurtownie materiałów budowlanych, transportowe i spedycyjne, produkcja mebli i okien, obróbka drewna, produkcja elementów metalowych, wyprawianie i obróbka skór, wędliniarstwo, usługi dla rolnictwa. W mieście odbywa się dwa razy w tygodniu (we wtorki i w piątki) targ.

## Sport

### Infrastruktura sportowa
W mieście Słupca znajdują się następujące obiekty sportowe:
- Stadion Miejski w Słupcy, z bieżnią poliuretanową – 400 m, skocznią w dal, rzutnią do kuli.
- trzy kompleksy boisk powstałe w ramach realizacji projektu „Orlik 2012 – Moje Boisko” współfinansowanego ze środków rządowych
- cztery korty z nawierzchnią ceglastą do tenisa ziemnego
- strzelnica sportowa (50 m)
- siłownia Street Workout – ul. Stefana Batorego 3
- boisko do siatkówki plażowej (Orlik ul. Armii Krajowej)
- hala widowiskowo-sportowa (widownia na 207 miejsc) przy SP nr 3
- skatepark (19 × 40 m) – ul. Kopernika[28]
- Pływalna Miejska (niecka basenowa 25 m)[29]
- Dwie wielofunkcyjne hale sportowe – ul. Armii Krajowej[30]
- pumptrack[31]

### Organizacje sportowe
- Miejski Ośrodek Sportu i Rekreacji – ul. Kopernika 13
- Międzyszkolny Ośrodek Sportowy – ul. Powstańców Wielkopolskich 22b
- Słupecki Klub Piłkarski – klub piłkarski grający w IV lidze, grupie wielkopolskiej południowej – ul. Gajowa 4
- Słupecka Organizacja Strzelecka „FORT”
- Słupeckie Towarzystwo Tenisowe – ul. Gajowa 4
- MKS MOS Słupca – sekcja siatkówki i koszykówki
- SPS Słupca – klub siatkarski grający w II lidze
- Kobiecy Klub Piłkarski – Słupczanka Słupca[32]